# Derby calcistici in Piemonte

Bandiera della regione Piemonte.

I Derby calcistici in Piemonte sono tutte le partite in cui si scontrano squadre di calcio del Piemonte. Il derby più importante è quello cittadino tra Juventus e Torino, il quale è stato disputato in Serie A oltre che varie volte in Coppa Italia, tra cui una finale. Sia nella massima serie che nelle altre categorie professionistiche si contano diverse altre storiche partite tra le squadre piemontesi, che in molti casi si tratta di incontri che riflettono una accesa rivalità tra le rispettive tifoserie. Molto accesi sono i derby tra le squadre che compongono il cosiddetto Quadrilatero piemontese (Pro Vercelli, Novara, Alessandria, Casale) che all'inizio del '900 erano tra le più forti d'Italia e gli incontri venivano disputati in massima serie ma che, fin da dopo gli anni '30 con il venir meno della loro forza, si sono affrontate solo nelle serie minori.

## Derby giocati in Serie A

### Juventus-Torino

Derby della stagione 1984-1985, lo juventino Cabrini si oppone in scivolata al granata Zaccarelli.

Il Derby di Torino, detto anche Derby della Mole, è la stracittadina che mette di fronte la Juventus e il Torino, le due principali squadre del capoluogo Piemontese nonché tra le più titolate a livello nazionale. È la prima stracittadina del calcio italiano nonché il più antico incontro tra squadre con sede nella stessa città ad oggi ancora disputato.
È stato giocato per la prima volta nel 1907 ovvero l'anno seguente di quando alcuni soci dissidenti bianconeri, guidati dall'ex presidente della Juve Alfred Dick rifondarono la Torinese e dando vita al Torino.
Il derby torinese è quindi uno degli storici derby italiani. È stato sempre giocato nei campionati di massima serie e in coppa italia ed è stato teatro anche di accesi scontri diretti per la lotta allo scudetto soprattutto negli anni '40 e '70 oltre che della finale di Coppa Italia nella stagione 1937-1938.
La rivalità tra le due squadre è molto forte ed, a volte, è sfociata perfino in atti di violenza tra tifosi.

#### I precedenti in gare ufficiali
Statistiche aggiornate al 19 febbraio 2022.
| Livello               | Competizione           | Incontri | Vittorie Juventus | Pareggi | Vittorie Torino | Gol Juventus | Gol Torino |
| --------------------- | ---------------------- | -------- | ----------------- | ------- | --------------- | ------------ | ---------- |
| 1°                    | Prima Categoria        | 18       | 2                 | 5       | 11              | 26           | 49         |
| 1°                    | Divisione Nazionale    | 8        | 4                 | 0       | 4               | 8            | 10         |
| 1°                    | Serie A                | 160      | 78                | 47      | 35              | 248          | 159        |
| 1°                    | Spareggi               | 2        | 0                 | 1       | 1               | 0            | 1          |
| 1°                    | Campionato Alta Italia | 4        | 1                 | 2       | 1               | 6            | 9          |
| Totale nei campionati | Totale nei campionati  | 192      | 85                | 55      | 52              | 288          | 228        |
| Coppa Italia          | Coppa Italia           | 18       | 9                 | 5       | 4               | 26           | 17         |
| TOTALE                | TOTALE                 | 210      | 94                | 60      | 56              | 314          | 245        |

#### Lista dei risultati
| Stagione  | Competizione           | Incontro        | A / R | A / R |
| --------- | ---------------------- | --------------- | ----- | ----- |
| 1907      | Prima Categoria        | Torino-Juventus | 2-1   | 4-1   |
| 1909      | Prima Categoria        | Torino-Juventus | 1-0   | 1-3   |
| 1909      | Prima Categoria        | Torino-Juventus | 1-0   | 1-0   |
| 1909-1910 | Prima Categoria        | Juventus-Torino | 1-3   | 3-0   |
| 1910-1911 | Prima Categoria        | Torino-Juventus | 2-1   | 3-1   |
| 1911-1912 | Prima Categoria        | Torino-Juventus | 2-1   | 1-1   |
| 1912-1913 | Prima Categoria        | Juventus-Torino | 0-8   | 6-8   |
| 1914-1915 | Prima Categoria        | Torino-Juventus | 1-1   | 7-2   |
| 1919-1920 | Prima Categoria        | Torino-Juventus | 1-1   | 1-1   |
| 1920-1921 | Prima Categoria        | Torino-Juventus | 2-2   | 2-0   |
| 1926-1927 | Divisione Nazionale    | Juventus-Torino | 1-0   | 1-2   |
| 1927-1928 | Divisione Nazionale    | Juventus-Torino | 1-4   | 2-1   |
| 1929-1930 | Serie A                | Torino-Juventus | 0-0   | 0-2   |
| 1930-1931 | Serie A                | Juventus-Torino | 2-0   | 1-1   |
| 1931-1932 | Serie A                | Torino-Juventus | 0-0   | 0-3   |
| 1932-1933 | Serie A                | Torino-Juventus | 0-1   | 1-2   |
| 1933-1934 | Serie A                | Juventus-Torino | 4-0   | 2-1   |
| 1934-1935 | Serie A                | Juventus-Torino | 1-1   | 3-1   |
| 1935-1936 | Serie A                | Torino-Juventus | 2-2   | 1-2   |
| 1936-1937 | Serie A                | Juventus-Torino | 0-1   | 1-2   |
| 1937-1938 | Serie A                | Torino-Juventus | 1-1   | 0-3   |
| 1937-1938 | Coppa Italia           | Torino-Juventus | 1-3   | 1-2   |
| 1938-1939 | Serie A                | Torino-Juventus | 3-2   | 1-1   |
| 1939-1940 | Serie A                | Torino-Juventus | 1-2   | 1-1   |
| 1940-1941 | Serie A                | Torino-Juventus | 2-0   | 1-2   |
| 1941-1942 | Serie A                | Juventus-Torino | 3-0   | 1-2   |
| 1942-1943 | Serie A                | Juventus-Torino | 2-5   | 0-2   |
| 1943-1944 | Campionato Alta Italia | Torino-Juventus | 5-0   | 0-0   |
| 1943-1944 | Campionato Alta Italia | Juventus-Torino | 3-1   | 3-3   |
| 1945-1946 | Divisione Nazionale    | Juventus-Torino | 2-1   | 0-1   |
| 1945-1946 | Divisione Nazionale    | Juventus-Torino | 1-0   | 0-1   |
| 1946-1947 | Serie A                | Torino-Juventus | 0-0   | 1-0   |
| 1947-1948 | Serie A                | Torino-Juventus | 1-1   | 1-1   |
| 1948-1949 | Serie A                | Juventus-Torino | 1-2   | 1-3   |
| 1949-1950 | Serie A                | Torino-Juventus | 1-3   | 3-4   |
| 1950-1951 | Serie A                | Juventus-Torino | 4-1   | 5-1   |
| 1951-1952 | Serie A                | Torino-Juventus | 0-0   | 0-6   |

| Stagione  | Competizione | Incontro        | A / R | A / R |
| --------- | ------------ | --------------- | ----- | ----- |
| 1952-1953 | Serie A      | Juventus-Torino | 4-1   | 1-0   |
| 1953-1954 | Serie A      | Torino-Juventus | 2-4   | 0-0   |
| 1954-1955 | Serie A      | Juventus-Torino | 3-0   | 2-2   |
| 1955-1956 | Serie A      | Torino-Juventus | 0-0   | 2-0   |
| 1956-1957 | Serie A      | Juventus-Torino | 1-1   | 1-4   |
| 1957-1958 | Serie A      | Torino-Juventus | 0-1   | 1-4   |
| 1958      | Coppa Italia | Juventus-Torino | 2-0   | 2-1   |
| 1958-1959 | Serie A      | Juventus-Torino | 4-3   | 2-3   |
| 1960-1961 | Serie A      | Torino-Juventus | 0-0   | 0-1   |
| 1960-1961 | Coppa Italia | Juventus-Torino | 2-2   | 2-2   |
| 1961-1962 | Serie A      | Juventus-Torino | 0-1   | 3-1   |
| 1962-1963 | Serie A      | Torino-Juventus | 0-1   | 1-0   |
| 1963-1964 | Serie A      | Juventus-Torino | 3-1   | 0-0   |
| 1963-1964 | Coppa Italia | Torino-Juventus | 2-0   | 2-0   |
| 1964-1965 | Serie A      | Torino-Juventus | 0-3   | 1-1   |
| 1964-1965 | Coppa Italia | Juventus-Torino | 1-0   | 1-0   |
| 1965-1966 | Serie A      | Juventus-Torino | 2-0   | 0-0   |
| 1966-1967 | Serie A      | Torino-Juventus | 0-0   | 0-0   |
| 1967-1968 | Serie A      | Juventus-Torino | 0-4   | 1-2   |
| 1968-1969 | Serie A      | Torino-Juventus | 1-2   | 0-0   |
| 1969-1970 | Serie A      | Juventus-Torino | 1-2   | 3-0   |
| 1970-1971 | Serie A      | Torino-Juventus | 2-1   | 3-3   |
| 1971-1972 | Serie A      | Juventus-Torino | 2-1   | 1-2   |
| 1971-1972 | Coppa Italia | Juventus-Torino | 2-1   | 1-2   |
| 1972-1973 | Serie A      | Torino-Juventus | 2-1   | 2-0   |
| 1973-1974 | Serie A      | Torino-Juventus | 0-1   | 1-1   |
| 1974-1975 | Serie A      | Juventus-Torino | 0-0   | 2-3   |
| 1975-1976 | Serie A      | Torino-Juventus | 2-0   | 2-0   |
| 1976-1977 | Serie A      | Juventus-Torino | 0-2   | 1-1   |
| 1977-1978 | Serie A      | Torino-Juventus | 0-0   | 0-0   |
| 1978-1979 | Serie A      | Juventus-Torino | 1-1   | 1-0   |
| 1979-1980 | Serie A      | Torino-Juventus | 1-2   | 0-0   |
| 1979-1980 | Coppa Italia | Juventus-Torino | 0-0   | 0-0   |
| 1980-1981 | Serie A      | Juventus-Torino | 1-2   | 2-0   |
| 1981-1982 | Serie A      | Torino-Juventus | 0-1   | 2-4   |
| 1981-1982 | Coppa Italia | Juventus-Torino | 0-1   | 0-1   |
| 1982-1983 | Serie A      | Juventus-Torino | 1-0   | 2-3   |

| Stagione  | Competizione         | Incontro        | A / R | A / R |
| --------- | -------------------- | --------------- | ----- | ----- |
| 1983-1984 | Serie A              | Torino-Juventus | 2-1   | 1-2   |
| 1984-1985 | Serie A              | Juventus-Torino | 1-2   | 2-0   |
| 1985-1986 | Serie A              | Torino-Juventus | 1-2   | 1-1   |
| 1986-1987 | Serie A              | Juventus-Torino | 1-0   | 1-1   |
| 1987-1988 | Serie A              | Torino-Juventus | 2-2   | 1-2   |
| 1987-1988 | spareggio Coppa Uefa | Juventus-Torino | 0-0   | 0-0   |
| 1987-1988 | Coppa Italia         | Torino-Juventus | 2-0   | 1-2   |
| 1988-1989 | Serie A              | Juventus-Torino | 1-0   | 0-0   |
| 1990-1991 | Serie A              | Torino-Juventus | 1-1   | 2-1   |
| 1991-1992 | Serie A              | Juventus-Torino | 1-0   | 0-2   |
| 1992-1993 | Serie A              | Torino-Juventus | 1-2   | 1-2   |
| 1992-1993 | Coppa Italia         | Torino-Juventus | 1-1   | 2-2   |
| 1993-1994 | Serie A              | Juventus-Torino | 3-2   | 1-1   |
| 1994-1995 | Serie A              | Torino-Juventus | 3-2   | 2-1   |
| 1995-1996 | Serie A              | Juventus-Torino | 5-0   | 2-1   |
| 1999-2000 | Serie A              | Torino-Juventus | 0-0   | 2-3   |
| 2001-2002 | Serie A              | Juventus-Torino | 3-3   | 2-2   |
| 2002-2003 | Serie A              | Torino-Juventus | 0-4   | 0-2   |
| 2007-2008 | Serie A              | Torino-Juventus | 0-1   | 0-0   |
| 2008-2009 | Serie A              | Juventus-Torino | 1-0   | 1-0   |
| 2012-2013 | Serie A              | Juventus-Torino | 3-0   | 2-0   |
| 2013-2014 | Serie A              | Torino-Juventus | 0-1   | 0-1   |
| 2014-2015 | Serie A              | Juventus-Torino | 2-1   | 1-2   |
| 2015-2016 | Serie A              | Juventus-Torino | 2-1   | 4-1   |
| 2015-2016 | Coppa Italia         | Juventus-Torino | 4-0   | 4-0   |
| 2016-2017 | Serie A              | Torino-Juventus | 1-3   | 1-1   |
| 2017-2018 | Serie A              | Juventus-Torino | 4-0   | 1-0   |
| 2017-2018 | Coppa Italia         | Juventus-Torino | 2-0   | 2-0   |
| 2018-2019 | Serie A              | Torino-Juventus | 0-1   | 1-1   |
| 2019-2020 | Serie A              | Torino-Juventus | 0-1   | 1-4   |
| 2020-2021 | Serie A              | Juventus-Torino | 2-1   | 2-2   |
| 2021-2022 | Serie A              | Torino-Juventus | 0-1   | 1-1   |
| 2022-2023 | Serie A              | Torino-Juventus | 0-1   | 2-4   |
| 2023-2024 | Serie A              | Juventus-Torino | 2-0   | 0-0   |
| 2024-2025 | Serie A              | Juventus-Torino | 2-0   | 1-1   |

### Juventus-Novara
Derby regionale disputatosi nei campionati di massima serie precedenti al girone unico e nei 12 campionati di Serie A giocati dal Novara negli anni '30 e negli anni '50 e tornato a giocarsi nella stagione 2011-2012.
Le due squadre in totale si sono affrontate in 26 gare di campionato in Serie A e in 14 gare nei campionati di massima serie precedenti al girone unico.

#### I precedenti in gare ufficiali
Statistiche aggiornate al 2017
| Livello               | Competizione          | Incontri | Vittorie Juventus | Pareggi | Vittorie Novara | Gol Juventus | Gol Novara |
| --------------------- | --------------------- | -------- | ----------------- | ------- | --------------- | ------------ | ---------- |
| 1°                    | Prima Categoria       | 6        | 2                 | 2       | 2               | 16           | 12         |
| 1°                    | Prima Divisione       | 6        | 1                 | 2       | 3               | 5            | 6          |
| 1°                    | Divisione Nazionale   | 2        | 1                 | 1       | 0               | 6            | 5          |
| 1°                    | Serie A               | 26       | 15                | 9       | 2               | 50           | 18         |
| Totale nei campionati | Totale nei campionati | 40       | 19                | 14      | 7               | 77           | 41         |
| Coppa Italia          | Coppa Italia          | 2        | 1                 | 1       | 0               | 3            | 2          |
| TOTALE                | TOTALE                | 42       | 20                | 15      | 7               | 80           | 43         |

#### Lista dei risultati
| Stagione  | Competizione        | Incontro        | A / R | A / R |
| --------- | ------------------- | --------------- | ----- | ----- |
| 1912-1913 | Prima Categoria     | Novara-Juventus | 3-3   | 0-3   |
| 1913-1914 | Prima Categoria     | Juventus-Novara | 1-3   | 8-2   |
| 1920-1921 | Prima Categoria     | Juventus-Novara | 1-1   | 0-3   |
| 1921-1922 | Prima Divisione     | Juventus-Novara | 0-1   | 1-2   |
| 1923-1924 | Prima Divisione     | Juventus-Novara | 2-0   | 0-1   |
| 1924-1925 | Prima Divisione     | Novara-Juventus | 1-1   | 1-1   |
| 1927-1928 | Divisione Nazionale | Novara-Juventus | 2-2   | 3-4   |
| 1936-1937 | Serie A             | Novara-Juventus | 0-2   | 1-1   |
| 1938-1939 | Serie A             | Novara-Juventus | 0-0   | 0-1   |
| 1939-1940 | Serie A             | Juventus-Novara | 1-0   | 0-1   |
| 1940-1941 | Serie A             | Juventus-Novara | 3-0   | 2-1   |

| Stagione  | Competizione | Incontro        | A / R | A / R |
| --------- | ------------ | --------------- | ----- | ----- |
| 1948-1949 | Serie A      | Novara-Juventus | 0-0   | 1-4   |
| 1949-1950 | Serie A      | Novara-Juventus | 2-3   | 1-1   |
| 1950-1951 | Serie A      | Juventus-Novara | 4-0   | 1-3   |
| 1951-1952 | Serie A      | Novara-Juventus | 1-4   | 1-3   |
| 1952-1953 | Serie A      | Novara-Juventus | 0-6   | 1-1   |
| 1953-1954 | Serie A      | Juventus-Novara | 0-0   | 1-0   |
| 1954-1955 | Serie A      | Novara-Juventus | 2-2   | 1-2   |
| 1955-1956 | Serie A      | Juventus-Novara | 2-2   | 0-0   |
| 1970-1971 | Coppa Italia | Novara-Juventus | 2-2   | 2-2   |
| 1972-1973 | Coppa Italia | Novara-Juventus | 0-1   | 0-1   |
| 2011-2012 | Serie A      | Juventus-Novara | 2-0   | 4-0   |

### Torino-Novara
Derby che conta 10 partite disputate nei massimi campionati precedenti il girone unico e 24 in Serie A tra gli anni '30 e gli anni '50. I granata e gli azzurri si sono incontrati anche in Serie B nelle stagioni 1959-1960 e 2010-2011.
In totale i due sodalizi si sono affrontati in 38 gare ufficiali.

#### I precedenti in gare ufficiali
Statistiche aggiornate al 2017
| Livello               | Competizione          | Incontri | Vittorie Torino | Pareggi | Vittorie Novara | Gol Torino | Gol Novara |
| --------------------- | --------------------- | -------- | --------------- | ------- | --------------- | ---------- | ---------- |
| 1°                    | Prima Categoria       | 6        | 4               | 1       | 1               | 12         | 8          |
| 1°                    | Prima Divisione       | 2        | 2               | 0       | 0               | 4          | 1          |
| 1°                    | Divisione Nazionale   | 2        | 2               | 0       | 0               | 12         | 1          |
| 1°                    | Serie A               | 24       | 15              | 4       | 5               | 46         | 25         |
| 2°                    | Serie B               | 4        | 2               | 0       | 2               | 2          | 4          |
| Totale nei campionati | Totale nei campionati | 38       | 25              | 5       | 8               | 76         | 39         |
| Coppa Italia          | Coppa Italia          | 2        | 2               | 0       | 0               | 5          | 0          |
| TOTALE                | TOTALE                | 40       | 27              | 5       | 8               | 81         | 39         |

#### Lista dei risultati
| Stagione  | Competizione        | Incontro      | A / R | A / R |
| --------- | ------------------- | ------------- | ----- | ----- |
| 1912-1913 | Prima Categoria     | Novara-Torino | 1-2   | 1-3   |
| 1919-1920 | Prima Categoria     | Torino-Novara | 3-1   | 0-2   |
| 1920-1921 | Prima Categoria     | Novara-Torino | 1-1   | 2-3   |
| 1925-1926 | Prima Divisione     | Novara-Torino | 0-2   | 1-2   |
| 1928-1929 | Divisione Nazionale | Novara-Torino | 1-7   | 0-5   |
| 1936-1937 | Serie A             | Torino-Novara | 4-1   | 0-0   |
| 1936-1937 | Coppa Italia        | Torino-Novara | 3-0   | 3-0   |
| 1938-1939 | Serie A             | Novara-Torino | 0-1   | 1-1   |
| 1939-1940 | Serie A             | Torino-Novara | 1-0   | 1-0   |
| 1940-1941 | Serie A             | Novara-Torino | 1-1   | 1-5   |
| 1948-1949 | Serie A             | Novara-Torino | 0-2   | 0-4   |

| Stagione  | Competizione | Incontro      | A / R | A / R |
| --------- | ------------ | ------------- | ----- | ----- |
| 1949-1950 | Serie A      | Torino-Novara | 5-1   | 2-5   |
| 1950-1951 | Serie A      | Novara-Torino | 3-2   | 1-2   |
| 1951-1952 | Serie A      | Torino-Novara | 0-1   | 1-2   |
| 1952-1953 | Serie A      | Torino-Novara | 4-1   | 0-2   |
| 1953-1954 | Serie A      | Torino-Novara | 1-0   | 1-1   |
| 1954-1955 | Serie A      | Novara-Torino | 0-1   | 2-3   |
| 1955-1956 | Serie A      | Torino-Novara | 2-1   | 2-1   |
| 1959-1960 | Serie B      | Torino-Novara | 1-0   | 0-3   |
| 1975-1976 | Coppa Italia | Torino-Novara | 2-0   | 2-0   |
| 2010-2011 | Serie B      | Torino-Novara | 1-0   | 0-1   |

### Juventus-Pro Vercelli
Tra i bianconeri e i bianchi sono avvenuti 22 incontri nei campionati precedenti al girone unico e 12 nelle prime 6 stagioni di Serie A. L'ultimo incontro ufficiale in campionato è avvenuto nella stagione 1934-1935, in assoluto nella Coppa Italia 1958. Se nei campionati precedenti alla creazione della Serie A i risultati dicono che è la Pro Vercelli ad essersi dimostrata più forte della Juventus con l'avvento del girone unico le parti si invertirono e i precedenti sono tutti dalla parte dei bianconeri.

#### I precedenti in gare ufficiali
Statistiche aggiornate al 2017
| Livello               | Competizione          | Incontri | Vittorie Juventus | Pareggi | Vittorie Pro Vercelli | Gol Juventus | Gol Pro Vercelli |
| --------------------- | --------------------- | -------- | ----------------- | ------- | --------------------- | ------------ | ---------------- |
| 1°                    | Prima Categoria       | 12       | 0                 | 5       | 7                     | 3            | 23               |
| 1°                    | Prima Divisione       | 6        | 2                 | 2       | 2                     | 6            | 11               |
| 1°                    | Divisione Nazionale   | 4        | 1                 | 1       | 2                     | 5            | 7                |
| 1°                    | Serie A               | 12       | 11                | 0       | 1                     | 35           | 8                |
| Totale nei campionati | Totale nei campionati | 34       | 14                | 8       | 12                    | 49           | 49               |
| Coppa Italia          | Coppa Italia          | 2        | 1                 | 1       | 0                     | 5            | 2                |
| TOTALE                | TOTALE                | 36       | 15                | 9       | 12                    | 54           | 51               |

#### Lista dei risultati
| Stagione  | Competizione    | Incontro              | A / R | A / R |
| --------- | --------------- | --------------------- | ----- | ----- |
| 1908      | Prima Categoria | Pro Vercelli-Juventus | 1-1   | 2-0   |
| 1909-1910 | Prima Categoria | Juventus-Pro Vercelli | 0-0   | 0-4   |
| 1910-1911 | Prima Categoria | Juventus-Pro Vercelli | 0-4   | 0-0   |
| 1911-1912 | Prima Categoria | Pro Vercelli-Juventus | 1-0   | 3-1   |
| 1912-1913 | Prima Categoria | Juventus-Pro Vercelli | 0-4   | 0-3   |
| 1919-1920 | Prima Categoria | Pro Vercelli-Juventus | 0-0   | 1-1   |
| 1921-1922 | Prima Divisione | Pro Vercelli-Juventus | 1-1   | 7-1   |
| 1924-1925 | Prima Divisione | Juventus-Pro Vercelli | 0-0   | 1-2   |
| 1925-1926 | Prima Divisione | Pro Vercelli-Juventus | 0-1   | 1-2   |

| Stagione  | Competizione        | Incontro              | A / R | A / R |
| --------- | ------------------- | --------------------- | ----- | ----- |
| 1926-1927 | Divisione Nazionale | Pro Vercelli-Juventus | 0-0   | 1-0   |
| 1928-1929 | Divisione Nazionale | Pro Vercelli-Juventus | 3-4   | 3-1   |
| 1929-1930 | Serie A             | Juventus-Pro Vercelli | 6-1   | 0-1   |
| 1930-1931 | Serie A             | Pro Vercelli-Juventus | 1-3   | 1-5   |
| 1931-1932 | Serie A             | Juventus-Pro Vercelli | 4-1   | 2-1   |
| 1932-1933 | Serie A             | Pro Vercelli-Juventus | 0-2   | 2-4   |
| 1933-1934 | Serie A             | Juventus-Pro Vercelli | 3-0   | 2-0   |
| 1934-1935 | Serie A             | Pro Vercelli-Juventus | 0-1   | 0-3   |
| 1958      | Coppa Italia        | Pro Vercelli-Juventus | 1-1   | 1-4   |

### Torino-Pro Vercelli
Tra i granata e i bianchi i derby si sono giocati 22 volte nei campionati precedenti la Serie A e 12 volte nelle prime 6 stagioni del girone unico. L'ultimo match in campionato nella Serie A 1934-1935. Nel 2016 in Coppa Italia è tornato a disputarsi una partita ufficiale tra i granata e i bianchi a 58 anni di distanza dall'ultima volta.

#### I precedenti in gare ufficiali
Statistiche aggiornate al 2017
| Livello               | Competizione          | Incontri | Vittorie Torino | Pareggi | Vittorie Pro Vercelli | Gol Torino | Gol Pro Vercelli |
| --------------------- | --------------------- | -------- | --------------- | ------- | --------------------- | ---------- | ---------------- |
| 1°                    | Prima Categoria       | 16       | 5               | 1       | 10                    | 19         | 28               |
| 1°                    | Prima Divisione       | 4        | 1               | 1       | 2                     | 4          | 4                |
| 1°                    | Divisione Nazionale   | 2        | 1               | 0       | 1                     | 3          | 1                |
| 1°                    | Serie A               | 12       | 8               | 1       | 3                     | 24         | 7                |
| Totale nei campionati | Totale nei campionati | 34       | 15              | 3       | 16                    | 50         | 40               |
| Coppa Italia          | Coppa Italia          | 3        | 3               | 0       | 0                     | 11         | 1                |
| TOTALE                | TOTALE                | 37       | 18              | 3       | 16                    | 61         | 41               |

#### Lista dei risultati
| Stagione  | Competizione    | Incontro            | A / R | A / R |
| --------- | --------------- | ------------------- | ----- | ----- |
| 1909      | Prima Categoria | Pro Vercelli-Torino | 2-1   | 1-0   |
| 1909-1910 | Prima Categoria | Torino-Pro Vercelli | 2-4   | 1-0   |
| 1910-1911 | Prima Categoria | Torino-Pro Vercelli | 2-0   | 1-3   |
| 1911-1912 | Prima Categoria | Torino-Pro Vercelli | 1-5   | 0-1   |
| 1912-1913 | Prima Categoria | Torino-Pro Vercelli | 0-1   | 1-6   |
| 1913-1914 | Prima Categoria | Torino-Pro Vercelli | 2-2   | 0-2   |
| 1914-1915 | Prima Categoria | Torino-Pro Vercelli | 3-0   | 1-0   |
| 1919-1920 | Prima Categoria | Pro Vercelli-Torino | 1-0   | 0-4   |
| 1922-1923 | Prima Divisione | Torino-Pro Vercelli | 2-0   | 1-2   |
| 1923-1924 | Prima Divisione | Torino-Pro Vercelli | 1-2   | 0-0   |

| Stagione  | Competizione        | Incontro            | A / R | A / R |
| --------- | ------------------- | ------------------- | ----- | ----- |
| 1927-1928 | Divisione Nazionale | Torino-Pro Vercelli | 0-1   | 3-0   |
| 1929-1930 | Serie A             | Torino-Pro Vercelli | 5-1   | 2-0   |
| 1930-1931 | Serie A             | Pro Vercelli-Torino | 1-0   | 0-1   |
| 1931-1932 | Serie A             | Pro Vercelli-Torino | 2-0   | 0-4   |
| 1932-1933 | Serie A             | Pro Vercelli-Torino | 2-3   | 0-4   |
| 1933-1934 | Serie A             | Pro Vercelli-Torino | 1-0   | 0-0   |
| 1934-1935 | Serie A             | Torino-Pro Vercelli | 2-0   | 3-0   |
| 1958      | Coppa Italia        | Torino-Pro Vercelli | 4-0   | 3-0   |
| 2016-2017 | Coppa Italia        | Torino-Pro Vercelli | 4-1   | 4-1   |

### Juventus-Alessandria
I precedenti tra i bianconeri e i grigi sono in tutto 34 e risalgono a 8 gare in campionati di massima serie precedenti il girone unico e 26 partite giocate nei 13 campionati di Serie A disputati dall'Alessandria negli anni '30, '40 e '50, l'ultimo nella stagione 1959-1960.

#### I precedenti in gare ufficiali
Statistiche aggiornate al 2017
| Livello               | Competizione          | Incontri | Vittorie Juventus | Pareggi | Vittorie Alessandria | Gol Juventus | Gol Alessandria |
| --------------------- | --------------------- | -------- | ----------------- | ------- | -------------------- | ------------ | --------------- |
| 1°                    | Prima Divisione       | 6        | 4                 | 1       | 1                    | 16           | 7               |
| 1°                    | Divisione Nazionale   | 2        | 0                 | 1       | 1                    | 0            | 2               |
| 1°                    | Serie A               | 26       | 17                | 3       | 6                    | 67           | 30              |
| Totale nei campionati | Totale nei campionati | 34       | 21                | 5       | 8                    | 83           | 39              |
| Coppa Italia          | Coppa Italia          | 3        | 3                 | 0       | 0                    | 9            | 3               |
| TOTALE                | TOTALE                | 37       | 24                | 5       | 8                    | 92           | 42              |

#### Lista dei risultati
| Stagione  | Competizione        | Incontro             | A / | A / |
| --------- | ------------------- | -------------------- | --- | --- |
| 1923-1924 | Prima Divisione     | Alessandria-Juventus | 3-1 | 1-3 |
| 1924-1925 | Prima Divisione     | Alessandria-Juventus | 2-2 | 0-3 |
| 1925-1926 | Prima Divisione     | Juventus-Alessandria | 4-0 | 3-1 |
| 1927-1928 | Divisione Nazionale | Alessandria-Juventus | 2-0 | 0-0 |
| 1929-1930 | Serie A             | Alessandria-Juventus | 1-0 | 1-2 |
| 1930-1931 | Serie A             | Alessandria-Juventus | 2-3 | 1-4 |
| 1931-1932 | Serie A             | Juventus-Alessandria | 3-0 | 3-2 |
| 1932-1933 | Serie A             | Alessandria-Juventus | 3-2 | 0-3 |
| 1933-1934 | Serie A             | Alessandria-Juventus | 2-1 | 1-3 |
| 1934-1935 | Serie A             | Juventus-Alessandria | 4-1 | 0-0 |

| Stagione  | Competizione | Incontro             | A / R     | A / R     |
| --------- | ------------ | -------------------- | --------- | --------- |
| 1935-1936 | Serie A      | Juventus-Alessandria | 4-0       | 2-3       |
| 1936-1937 | Serie A      | Alessandria-Juventus | 1-0       | 1-4       |
| 1937-1938 | Coppa Italia | Juventus-Alessandria | 1-0       | 1-0       |
| 1946-1947 | Serie A      | Juventus-Alessandria | 3-1       | 0-2       |
| 1947-1948 | Serie A      | Alessandria-Juventus | 1-3       | 1-6       |
| 1957-1958 | Serie A      | Alessandria-Juventus | 1-2       | 1-2       |
| 1958-1959 | Serie A      | Alessandria-Juventus | 2-2       | 2-2       |
| 1958-1959 | Coppa Italia | Juventus-Alessandria | 6-2 (dts) | 6-2 (dts) |
| 1959-1960 | Serie A      | Juventus-Alessandria | 7-0       | 2-0       |
| 1964-1965 | Coppa Italia | Alessandria-Juventus | 1-2       | 1-2       |

### Torino-Alessandria
I match tra i granata e i grigi risalgono ai campionati di massima serie precedenti il girone unici e in quelli di Serie A disputati dall'Alessandria negli anni '30, '40 e '50. L'ultimo incontro ufficiale di campionato è avvenuto nella stagione 1958-1959. Le due compagini si sono anche incontrate in finale di Coppa Italia nella stagione 1935-1936 vinta dai granata 5-1.

#### I precedenti in gare ufficiali
Statistiche aggiornate al 2017
| Livello               | Competizione          | Incontri | Vittorie Torino | Pareggi | Vittorie Alessandria | Gol Torino | Gol Alessandria |
| --------------------- | --------------------- | -------- | --------------- | ------- | -------------------- | ---------- | --------------- |
| 1°                    | Prima Categoria       | 2        | 2               | 0       | 0                    | 6          | 3               |
| 1°                    | Prima Divisione       | 2        | 0               | 1       | 1                    | 1          | 3               |
| 1°                    | Divisione Nazionale   | 8        | 4               | 2       | 2                    | 24         | 16              |
| 1°                    | Serie A               | 24       | 9               | 11      | 4                    | 50         | 26              |
| Totale nei campionati | Totale nei campionati | 36       | 15              | 14      | 7                    | 81         | 48              |
| Coppa Italia          | Coppa Italia          | 2        | 2               | 0       | 0                    | 6          | 1               |
| TOTALE                | TOTALE                | 38       | 17              | 14      | 7                    | 87         | 49              |

#### Lista dei risultati
| Stagione  | Competizione        | Incontro           | A / R | A / R |
| --------- | ------------------- | ------------------ | ----- | ----- |
| 1913-1914 | Prima Categoria     | Alessandria-Torino | 1-2   | 2-4   |
| 1921-1922 | Prima Divisione     | Torino-Alessandria | 1-1   | 0-2   |
| 1926-1927 | Divisione Nazionale | Alessandria-Torino | 1-3   | 2-3   |
| 1927-1928 | Divisione Nazionale | Alessandria-Torino | 3-1   | 1-4   |
| 1928-1929 | Divisione Nazionale | Torino-Alessandria | 6-1   | 3-3   |
| 1929-1930 | Serie A             | Alessandria-Torino | 3-3   | 2-2   |
| 1930-1931 | Serie A             | Alessandria-Torino | 1-1   | 1-4   |
| 1931-1932 | Serie A             | Torino-Alessandria | 1-3   | 1-1   |
| 1932-1933 | Serie A             | Alessandria-Torino | 1-1   | 0-3   |
| 1933-1934 | Serie A             | Torino-Alessandria | 1-1   | 1-3   |

| Stagione  | Competizione        | Incontro           | A / R | A / R |
| --------- | ------------------- | ------------------ | ----- | ----- |
| 1934-1935 | Serie A             | Torino-Alessandria | 2-1   | 0-3   |
| 1935-1936 | Serie A             | Alessandria-Torino | 0-2   | 0-1   |
| 1935-1936 | Finale Coppa Italia | Torino-Alessandria | 5-1   | 5-1   |
| 1936-1937 | Serie A             | Alessandria-Torino | 0-0   | 0-5   |
| 1946-1947 | Serie A             | Alessandria-Torino | 2-0   | 1-4   |
| 1947-1948 | Serie A             | Alessandria-Torino | 2-2   | 0-10  |
| 1957-1958 | Serie A             | Torino-Alessandria | 0-0   | 0-0   |
| 1958-1959 | Serie A             | Torino-Alessandria | 6-1   | 0-0   |
| 1966-1967 | Coppa Italia        | Alessandria-Torino | 0-1   | 0-1   |

### Novara-Alessandria
Novara ed Alessandria si incontrarono in massima serie in campionati precedenti il girone unico e in Serie A nella stagione 1936-1937. I derby tra le due squadre si sono disputati poi in Serie B negli anni'30, '40, '60 e l'ultimo nella stagione 1974-1975.
Nei decenni successivi le due squadre si sono incontrate solamente nei campionati di Serie C, C1, Lega Pro e Serie C2.

#### I precedenti in gare ufficiali
Statistiche aggiornate al maggio 2019
| Livello               | Competizione             | Incontri | Vittorie Novara | Pareggi | Vittorie Alessandria | Gol Novara | Gol Alessandria |
| --------------------- | ------------------------ | -------- | --------------- | ------- | -------------------- | ---------- | --------------- |
| 1°                    | Prima Categoria          | 4        | 1               | 0       | 3                    | 3          | 7               |
| 1°                    | Prima Divisione          | 6        | 0               | 2       | 4                    | 4          | 8               |
| 1°                    | Divisione Nazionale      | 4        | 0               | 1       | 3                    | 3          | 9               |
| 1°                    | Serie A                  | 2        | 1               | 0       | 1                    | 6          | 5               |
| 2°                    | Serie B                  | 17       | 5               | 7       | 5                    | 18         | 21              |
| 3°                    | Serie C                  | 8        | 5               | 1       | 2                    | 10         | 6               |
| 3°                    | Serie C1                 | 6        | 1               | 3       | 2                    | 5          | 5               |
| 3°                    | Lega Pro Prima Divisione | 2        | 2               | 0       | 0                    | 4          | 1               |
| 3°                    | Lega Pro                 | 2        | 1               | 1       | 0                    | 3          | 2               |
| 4°                    | Serie C2                 | 14       | 4               | 4       | 6                    | 12         | 10              |
| Totale nei campionati | Totale nei campionati    | 65       | 20              | 19      | 26                   | 68         | 74              |
| Coppa Italia          | Coppa Italia             | 3        | 0               | 1       | 2                    | 1          | 8               |
| Coppa Italia Serie C  | Coppa Italia Serie C     | 21       | 9               | 6       | 6                    | 24         | 20              |
| TOTALE                | TOTALE                   | 89       | 29              | 26      | 34                   | 93         | 102             |

#### Lista dei risultati
| Stagione  | Competizione          | Incontro           | A / R | A / R |
| --------- | --------------------- | ------------------ | ----- | ----- |
| 1914-1915 | Prima Categoria       | Alessandria-Novara | 2-0   | 1-3   |
| 1919-1920 | Prima Categoria       | Novara-Alessandria | 0-1   | 0-3   |
| 1922-1923 | Prima Divisione       | Novara-Alessandria | 2-3   | 1-2   |
| 1923-1924 | Prima Divisione       | Novara-Alessandria | 1-2   | 0-0   |
| 1924-1925 | Prima Divisione       | Novara-Alessandria | 0-0   | 0-1   |
| 1926-1927 | Divisione Nazionale   | Alessandria-Novara | 2-2   | 3-1   |
| 1928-1929 | Divisione Nazionale   | Novara-Alessandria | 0-1   | 0-3   |
| 1936-1937 | Serie A               | Alessandria-Novara | 1-3   | 4-3   |
| 1937-1938 | Serie B               | Novara-Alessandria | 1-1   | 1-0   |
| 1937-1938 | Spareggio promozione  | Novara-Alessandria | 3-2   | 3-2   |
| 1937-1938 | Coppa Italia          | Novara-Alessandria | 1-1   | 0-2   |
| 1941-1942 | Serie B               | Novara-Alessandria | 4-0   | 0-3   |
| 1942-1943 | Serie B               | Alessandria-Novara | 0-0   | 0-1   |
| 1945-1946 | Serie B-C Alta Italia | Novara-Alessandria | 0-0   | 0-2   |
| 1956-1957 | Serie B               | Alessandria-Novara | 2-0   | 4-0   |
| 1960-1961 | Serie B               | Alessandria-Novara | 4-1   | 1-1   |
| 1960-1961 | Coppa Italia          | Alessandria-Novara | 5-0   | 5-0   |
| 1961-1962 | Serie B               | Novara-Alessandria | 0-2   | 0-2   |
| 1965-1966 | Serie B               | Alessandria-Novara | 1-1   | 1-0   |
| 1966-1967 | Serie B               | Alessandria-Novara | 2-2   | 0-0   |
| 1968-1969 | Serie C               | Novara-Alessandria | 1-0   | 1-2   |
| 1969-1970 | Serie C               | Novara-Alessandria | 1-0   | 1-0   |
| 1974-1975 | Serie B               | Alessandria-Novara | 1-2   | 1-1   |
| 1977-1978 | Serie C               | Novara-Alessandria | 1-0   | 4-2   |
| 1978-1979 | Serie C1              | Novara-Alessandria | 1-1   | 0-0   |
| 1979-1980 | Serie C1              | Alessandria-Novara | 2-1   | 0-2   |
| 1983-1984 | Coppa Italia Serie C  | Novara-Alessandria | 2-1   | 2-1   |

| Stagione  | Competizione             | Incontro           | A / R | A / R |
| --------- | ------------------------ | ------------------ | ----- | ----- |
| 1984-1985 | Coppa Italia Serie C     | Novara-Alessandria | 2-0   | 1-1   |
| 1986-1987 | Serie C2                 | Alessandria-Novara | 2-0   | 0-2   |
| 1987-1988 | Serie C2                 | Novara-Alessandria | 0-0   | 0-0   |
| 1988-1989 | Coppa Italia Serie C     | Novara-Alessandria | 0-0   | 1-2   |
| 1990-1991 | Serie C2                 | Novara-Alessandria | 0-1   | 0-1   |
| 1990-1991 | Coppa Italia Serie C     | Novara-Alessandria | 1-1   | 1-1   |
| 1991-1992 | Coppa Italia Serie C     | Novara-Alessandria | 2-1   | 2-1   |
| 1992-1993 | Coppa Italia Serie C     | Novara-Alessandria | 0-1   | 1-2   |
| 1993-1994 | Coppa Italia Serie C     | Novara-Alessandria | 1-0   | 1-0   |
| 1994-1995 | Coppa Italia Serie C     | Novara-Alessandria | 3-0   | 1-1   |
| 1995-1996 | Coppa Italia Serie C     | Novara-Alessandria | 1-1   | 2-0   |
| 1996-1997 | Serie C1                 | Alessandria-Novara | 1-0   | 1-1   |
| 1996-1997 | Coppa Italia Serie C     | Novara-Alessandria | 1-2   | 0-3   |
| 1997-1998 | Coppa Italia Serie C     | Alessandria-Novara | 0-0   | 0-0   |
| 1998-1999 | Serie C2                 | Alessandria-Novara | 0-1   | 0-5   |
| 1999-2000 | Serie C2                 | Alessandria-Novara | 2-1   | 2-1   |
| 1999-2000 | Coppa Italia Serie C     | Novara-Alessandria | 1-0   | 1-0   |
| 2000-2001 | Coppa Italia Serie C     | Alessandria-Novara | 3-0   | 3-0   |
| 2001-2002 | Serie C2                 | Novara-Alessandria | 1-2   | 1-0   |
| 2001-2002 | Coppa Italia Serie C     | Novara-Alessandria | 3-2   | 3-2   |
| 2002-2003 | Serie C2                 | Novara-Alessandria | 0-0   | 0-0   |
| 2009-2010 | Lega Pro Prima Divisione | Novara-Alessandria | 1-0   | 3-1   |
| 2014-2015 | Lega Pro                 | Alessandria-Novara | 1-1   | 1-2   |
| 2018-2019 | Serie C                  | Alessandria-Novara | 1-1   | 1-0   |
| 2019-2020 | Serie C                  | Alessandria-Novara | 1-0   | -     |
| 2020-2021 | Serie C                  | Alessandria-Novara | 1-2   | 1-2   |
| 2022-2023 | Coppa Italia Serie C     | Alessandria-Novara | 2-1   | 2-1   |
| 2023-2024 | Serie C                  | Alessandria-Novara | 0-0   | 0-1   |

### Alessandria-Pro Vercelli
Alessandria e Pro Vercelli è l'incontro tra le due squadre che, con Casale e Novara compongono lo storico quadrilatero piemontese. Grigi e Bianchi si sono incontrati nei campionati di primo livello precedenti il girone unico e in Serie A solo nelle prime 6 stagioni della massima serie dopodiché si sono incontrati solo nei campionati di Serie B,C e C2. È tornato a giocarsi nella stagione 2018-2019.

#### I precedenti in gare ufficiali
Statistiche aggiornate a marzo 2021.
| Livello                         | Competizione                    | Incontri | Vittorie Alessandria | Pareggi | Vittorie Pro Vercelli | Gol Alessandria | Gol Pro Vercelli |
| ------------------------------- | ------------------------------- | -------- | -------------------- | ------- | --------------------- | --------------- | ---------------- |
| 1°                              | Prima Categoria                 | 7        | 1                    | 3       | 3                     | 3               | 9                |
| 1°                              | Prima Divisione                 | 4        | 1                    | 1       | 2                     | 2               | 4                |
| 1°                              | Divisione Nazionale             | 2        | 1                    | 1       | 0                     | 1               | 0                |
| 1°                              | Serie A                         | 12       | 1                    | 3       | 8                     | 13              | 24               |
| 2°                              | Serie B                         | 8        | 6                    | 1       | 1                     | 14              | 7                |
| 3°                              | Serie C                         | 22       | 10                   | 7       | 5                     | 25              | 20               |
| 4°                              | Serie C2                        | 12       | 3                    | 7       | 2                     | 8               | 8                |
| 4°                              | Lega Pro Seconda Divisione      | 2        | 0                    | 1       | 1                     | 1               | 2                |
| Totale nei campionati           | Totale nei campionati           | 69       | 23                   | 24      | 22                    | 67              | 74               |
| Coppa Italia                    | Coppa Italia                    | 2        | 1                    | 0       | 1                     | 5               | 5                |
| Coppa Italia Semiprofessionisti | Coppa Italia Semiprofessionisti | 2        | 1                    | 1       | 0                     | 5               | 1                |
| Coppa Italia Serie C            | Coppa Italia Serie C            | 10       | 3                    | 4       | 3                     | 8               | 8                |
| Coppa Italia Lega Pro           | Coppa Italia Lega Pro           | 2        | 1                    | 0       | 1                     | 3               | 2                |
| TOTALE                          | TOTALE                          | 85       | 29                   | 29      | 27                    | 88              | 90               |

#### Lista dei risultati
| Stagione  | Competizione                         | Incontro                 | A / R | A / R |
| --------- | ------------------------------------ | ------------------------ | ----- | ----- |
| 1913-1914 | Prima Categoria                      | Alessandria-Pro Vercelli | 1-1   | 0-2   |
| 1919-1920 | Prima Categoria                      | Alessandria-Pro Vercelli | 1-1   | 0-1   |
| 1920-1921 | Prima Categoria                      | Alessandria-Pro Vercelli | 1-0   | 0-0   |
| 1920-1921 | Prima Categoria Semifinali nazionali | Pro Vercelli-Alessandria | 4-0   | 4-0   |
| 1924-1925 | Prima Divisione                      | Pro Vercelli-Alessandria | 2-0   | 0-1   |
| 1925-1926 | Prima Divisione                      | Alessandria-Pro Vercelli | 1-1   | 0-1   |
| 1927-1928 | Divisione Nazionale                  | Pro Vercelli-Alessandria | 0-1   | 0-0   |
| 1929-1930 | Serie A                              | Pro Vercelli-Alessandria | 2-2   | 2-0   |
| 1930-1931 | Serie A                              | Alessandria-Pro Vercelli | 0-1   | 2-6   |
| 1931-1932 | Serie A                              | Alessandria-Pro Vercelli | 4-5   | 1-1   |
| 1932-1933 | Serie A                              | Alessandria-Pro Vercelli | 0-0   | 2-3   |
| 1933-1934 | Serie A                              | Alessandria-Pro Vercelli | 0-1   | 0-1   |
| 1934-1935 | Serie A                              | Alessandria-Pro Vercelli | 2-1   | 0-1   |
| 1937-1938 | Serie B                              | Alessandria-Pro Vercelli | 3-1   | 2-1   |
| 1938-1939 | Serie B                              | Pro Vercelli-Alessandria | 0-1   | 1-1   |
| 1938-1939 | Coppa Italia                         | Pro Vercelli-Alessandria | 4-3   | 4-3   |
| 1939-1940 | Serie B                              | Alessandria-Pro Vercelli | 2-0   | 0-3   |
| 1940-1941 | Serie B                              | Alessandria-Pro Vercelli | 3-0   | 2-1   |
| 1945-1946 | Serie B-C Alta Italia                | Alessandria-Pro Vercelli | 4-1   | 1-0   |
| 1950-1951 | Serie C                              | Alessandria-Pro Vercelli | 1-1   | 0-2   |
| 1951-1952 | Serie C                              | Pro Vercelli-Alessandria | 0-4   | 0-0   |
| 1971-1972 | Serie C                              | Pro Vercelli-Alessandria | 1-2   | 1-2   |
| 1972-1973 | Serie C                              | Alessandria-Pro Vercelli | 2-0   | 0-0   |
| 1972-1973 | Coppa Italia Semiprofessionisti      | Alessandria-Pro Vercelli | 4-0   | 1-1   |
| 1973-1974 | Serie C                              | Pro Vercelli-Alessandria | 0-1   | 3-1   |

| Stagione  | Competizione               | Incontro                 | A / R | A / R |
| --------- | -------------------------- | ------------------------ | ----- | ----- |
| 1975-1976 | Serie C                    | Pro Vercelli-Alessandria | 0-0   | 0-0   |
| 1976-1977 | Serie C                    | Alessandria-Pro Vercelli | 1-1   | 0-1   |
| 1977-1978 | Serie C                    | Alessandria-Pro Vercelli | 1-0   | 1-3   |
| 1984-1985 | Coppa Italia Serie C       | Pro Vercelli-Alessandria | 1-0   | 1-0   |
| 1986-1987 | Serie C2                   | Pro Vercelli-Alessandria | 0-0   | 2-0   |
| 1988-1989 | Serie C2                   | Alessandria-Pro Vercelli | 1-1   | 2-1   |
| 1988-1989 | Coppa Italia Serie C       | Pro Vercelli-Alessandria | 1-2   | 1-1   |
| 1995-1996 | Coppa Italia Serie C       | Pro Vercelli-Alessandria | 0-0   | 1-2   |
| 1997-1998 | Coppa Italia Serie C       | Pro Vercelli-Alessandria | 0-2   | 0-2   |
| 1998-1999 | Serie C2                   | Pro Vercelli-Alessandria | 1-1   | 0-1   |
| 1999-2000 | Serie C2                   | Pro Vercelli-Alessandria | 1-1   | 0-0   |
| 1999-2000 | Coppa Italia Serie C       | Alessandria-Pro Vercelli | 0-2   | 0-2   |
| 2000-2001 | Coppa Italia Serie C       | Alessandria-Pro Vercelli | 0-0   | 0-0   |
| 2001-2002 | Serie C2                   | Alessandria-Pro Vercelli | 1-0   | 0-0   |
| 2002-2003 | Serie C2                   | Alessandria-Pro Vercelli | 1-2   | 0-0   |
| 2008-2009 | Lega Pro Seconda Divisione | Pro Vercelli-Alessandria | 2-1   | 0-0   |
| 2008-2009 | Coppa Italia Lega Pro      | Alessandria-Pro Vercelli | 2-0   | 2-0   |
| 2010-2011 | Coppa Italia Lega Pro      | Pro Vercelli-Alessandria | 2-1   | 2-1   |
| 2015-2016 | Coppa Italia               | Pro Vercelli-Alessandria | 1-2   | 1-2   |
| 2018-2019 | Serie C                    | Pro Vercelli-Alessandria | 1-1   | 1-2   |
| 2018-2019 | Play-off Serie C           | Pro Vercelli-Alessandria | 3-1   | 3-1   |
| 2018-2019 | Coppa Italia Serie C       | Pro Vercelli-Alessandria | 1-1   | 1-1   |
| 2019-2020 | Serie C                    | Alessandria-Pro Vercelli | 2-1   | -     |
| 2020-2021 | Serie C                    | Alessandria-Pro Vercelli | 2-1   | 1-0   |
| 2023-2024 | Serie C                    | Pro Vercelli-Alessandria | 2-0   | 1-1   |

### Juventus-Casale
Giocato nei campionati pre-girone unico e in 4 campionati di Serie A negli anni 30, l'ultima volta nella Serie A 1933-1934.

#### I precedenti in gare ufficiali
Statistiche aggiornate al 2017
| Livello | Competizione        | Incontri | Vittorie Juventus | Pareggi | Vittorie Casale | Gol Juventus | Gol Casale |
| ------- | ------------------- | -------- | ----------------- | ------- | --------------- | ------------ | ---------- |
| 1°      | Prima Categoria     | 10       | 4                 | 1       | 5               | 9            | 14         |
| 1°      | Prima Divisione     | 2        | 2                 | 0       | 0               | 6            | 4          |
| 1°      | Divisione Nazionale | 6        | 4                 | 0       | 2               | 12           | 4          |
| 1°      | Serie A             | 8        | 7                 | 1       | 0               | 24           | 5          |
| TOTALE  | TOTALE              | 26       | 17                | 2       | 7               | 51           | 27         |

#### Lista dei risultati
| Stagione  | Competizione        | Incontro        | A / R | A / R |
| --------- | ------------------- | --------------- | ----- | ----- |
| 1911-1912 | Prima Categoria     | Juventus-Casale | 2-2   | 0-2   |
| 1912-1913 | Prima Categoria     | Casale-Juventus | 3-0   | 1-0   |
| 1913-1914 | Prima Categoria     | Casale-Juventus | 2-0   | 0-1   |
| 1914-1915 | Prima Categoria     | Juventus-Casale | 4-2   | 0-2   |
| 1919-1920 | Prima Categoria     | Juventus-Casale | 1-0   | 1-0   |
| 1923-1924 | Prima Divisione     | Casale-Juventus | 2-3   | 2-3   |
| 1926-1927 | Divisione Nazionale | Juventus-Casale | 4-0   | 2-0   |

| Stagione  | Competizione                      | Incontro        | A / R | A / R |
| --------- | --------------------------------- | --------------- | ----- | ----- |
| 1927-1928 | Divisione Nazionale               | Juventus-Casale | 1-2   | 0-2   |
| 1927-1928 | Divisione Nazionale girone finale | Casale-Juventus | 0-2   | 0-3   |
| 1930-1931 | Serie A                           | Juventus-Casale | 2-0   | 1-0   |
| 1931-1932 | Serie A                           | Casale-Juventus | 1-1   | 2-3   |
| 1932-1933 | Serie A                           | Casale-Juventus | 1-2   | 0-6   |
| 1933-1934 | Serie A                           | Juventus-Casale | 6-1   | 3-0   |

### Torino-Casale
Match giocato nei campionati di massima serie precedenti il girone unico e in 4 campionati di Serie A negli anni 30, l'ultima volta nella Serie A 1933-1934.

#### I precedenti in gare ufficiali
Statistiche aggiornate al 2017
| Livello | Competizione        | Incontri | Vittorie Torino | Pareggi | Vittorie Casale | Gol Torino | Gol Casale |
| ------- | ------------------- | -------- | --------------- | ------- | --------------- | ---------- | ---------- |
| 1°      | Prima Categoria     | 6        | 1               | 2       | 3               | 5          | 11         |
| 1°      | Prima Divisione     | 8        | 3               | 4       | 1               | 10         | 7          |
| 1°      | Divisione Nazionale | 4        | 4               | 0       | 0               | 10         | 1          |
| 1°      | Serie A             | 8        | 4               | 1       | 3               | 22         | 11         |
| TOTALE  | TOTALE              | 26       | 12              | 7       | 7               | 47         | 30         |

#### Lista dei risultati
| Stagione  | Competizione    | Incontro      | A / R | A / R |
| --------- | --------------- | ------------- | ----- | ----- |
| 1911-1912 | Prima Categoria | Torino-Casale | 1-0   | 2-2   |
| 1912-1913 | Prima Categoria | Casale-Torino | 1-1   | 2-0   |
| 1913-1914 | Prima Categoria | Casale-Torino | 4-0   | 2-1   |
| 1921-1922 | Prima Divisione | Casale-Torino | 1-1   | 1-1   |
| 1922-1923 | Prima Divisione | Torino-Casale | 1-0   | 1-1   |
| 1924-1925 | Prima Divisione | Torino-Casale | 1-2   | 0-0   |
| 1925-1926 | Prima Divisione | Casale-Torino | 2-3   | 0-2   |

| Stagione  | Competizione        | Incontro      | A / R | A / R |
| --------- | ------------------- | ------------- | ----- | ----- |
| 1927-1928 | Divisione Nazionale | Torino-Casale | 2-1   | 3-0   |
| 1928-1929 | Divisione Nazionale | Casale-Torino | 0-1   | 0-4   |
| 1930-1931 | Serie A             | Torino-Casale | 1-0   | 1-3   |
| 1931-1932 | Serie A             | Casale-Torino | 1-1   | 1-3   |
| 1932-1933 | Serie A             | Torino-Casale | 9-0   | 0-1   |
| 1933-1934 | Serie A             | Casale-Torino | 3-2   | 2-5   |

### Pro Vercelli-Casale
Altrimenti detto Derby del Piemonte Orientale. Giocato nei campionati di massima serie precedenti il girone unico e nei 4 campionati di Serie A degli anni '30 disputati dal Casale, in Serie B nella stagione 1946-1947 e successivamente solo in Serie C,C2 e gli ultimi due incontri ufficiali disputati nella Lega Pro Seconda Divisione 2010-2011. Pro Vercelli e Casale si sono incontrate anche in Serie D.

#### I precedenti in gare ufficiali nei campionati professionistici
Statistiche aggiornate al 2017
| Livello                         | Competizione                    | Incontri | Vittorie Pro Vercelli | Pareggi | Vittorie Casale | Gol Pro Vercelli | Gol Casale |
| ------------------------------- | ------------------------------- | -------- | --------------------- | ------- | --------------- | ---------------- | ---------- |
| 1°                              | Prima Categoria                 | 10       | 5                     | 3       | 2               | 11               | 6          |
| 1°                              | Prima Divisione                 | 2        | 2                     | 0       | 0               | 4                | 0          |
| 1°                              | Divisione Nazionale             | 2        | 0                     | 2       | 0               | 1                | 1          |
| 1°                              | Serie A                         | 8        | 4                     | 3       | 1               | 12               | 7          |
| 2°                              | Serie B                         | 6        | 2                     | 4       | 0               | 6                | 3          |
| 3°                              | Serie C                         | 28       | 11                    | 12      | 5               | 22               | 15         |
| 4°                              | Serie C2                        | 8        | 1                     | 4       | 3               | 5                | 6          |
| 4°                              | Lega Pro Seconda Divisione      | 2        | 1                     | 0       | 1               | 3                | 3          |
| Totale nei campionati           | Totale nei campionati           | 66       | 26                    | 28      | 12              | 64               | 41         |
| Coppa Italia Semiprofessionisti | Coppa Italia Semiprofessionisti | 2        | 0                     | 2       | 0               | 1                | 1          |
| Coppa Italia Serie C            | Coppa Italia Serie C            | 5        | 0                     | 4       | 1               | 2                | 5          |
| Coppa Italia Lega Pro           | Coppa Italia Lega Pro           | 1        | 1                     | 0       | 0               | 1                | 0          |
| TOTALE                          | TOTALE                          | 74       | 27                    | 34      | 13              | 68               | 47         |

#### Lista dei risultati
| Stagione  | Competizione                  | Incontro             | A / R | A / R |
| --------- | ----------------------------- | -------------------- | ----- | ----- |
| 1911-1912 | Prima Categoria               | Pro Vercelli-Casale  | 3-0   | 2-1   |
| 1912-1913 | Prima Categoria               | Pro Vercelli-Casale  | 1-0   | 0-0   |
| 1912-1913 | Prima Categoria Girone Finale | Pro Vercelli-Casale  | 1-0   | 0-0   |
| 1913-1914 | Prima Categoria               | Pro Vercelli-Casale  | 2-0   | 0-0   |
| 1914-1915 | Prima Categoria               | Pro Vercelli-Casale  | 1-1   | 0-2   |
| 1920-1921 | Prima Categoria               | Pro Vercelli-Casale  | 2-0   | 0-2   |
| 1922-1923 | Prima Divisione               | Pro Vercelli-Casale  | 3-0   | 1-0   |
| 1926-1927 | Divisione Nazionale           | Casale- Pro Vercelli | 1-1   | 0-0   |
| 1930-1931 | Serie A                       | Casale-Pro Vercelli  | 2-2   | 1-1   |
| 1931-1932 | Serie A                       | Pro Vercelli-Casale  | 0-1   | 1-0   |
| 1932-1933 | Serie A                       | Casale-Pro Vercelli  | 0-1   | 1-2   |
| 1933-1934 | Serie A                       | Pro Vercelli-Casale  | 4-1   | 1-1   |
| 1938-1939 | Serie B                       | Casale-Pro Vercelli  | 0-0   | 0-2   |
| 1941-1942 | Serie C                       | Pro Vercelli-Casale  | 1-0   | 0-2   |
| 1942-1943 | Serie C                       | Pro Vercelli-Casale  | 1-0   | n-n   |
| 1945-1946 | Serie B-C Alta Italia         | Casale-Pro Vercelli  | 1-1   | 1-1   |
| 1946-1947 | Serie B                       | Casale-Pro Vercelli  | 0-0   | 1-2   |
| 1948-1949 | Serie C                       | Casale-Pro Vercelli  | n-n   | n-n   |
| 1949-1950 | Serie C                       | Casale-Pro Vercelli  | n-n   | n-n   |
| 1950-1951 | Serie C                       | Pro Vercelli-Casale  | n-n   | n-n   |

| Stagione  | Competizione                    | Incontro                  | A / R | A / R |
| --------- | ------------------------------- | ------------------------- | ----- | ----- |
| 1951-1952 | Serie C                         | Pro Vercelli-Casale       | n-n   | n-n   |
| 1958-1959 | Serie C                         | Pro Vercelli-Casale       | 0-0   | 1-1   |
| 1959-1960 | Serie C                         | Pro Vercelli-Casale       | 4-2   | 0-0   |
| 1960-1961 | Serie C                         | Pro Vercelli-Casale       | 2-0   | 1-1   |
| 1961-1962 | Serie C                         | Pro Vercelli-Casale       | 2-0   | 1-1   |
| 1974-1975 | Serie C                         | Pro Vercelli-Juniorcasale | 2-2   | 0-0   |
| 1975-1976 | Serie C                         | Pro Vercelli-Juniorcasale | 1-0   | 1-0   |
| 1975-1976 | Coppa Italia Semiprofessionisti | Pro Vercelli-Juniorcasale | 0-0   | 1-1   |
| 1976-1977 | Serie C                         | Pro Vercelli-Juniorcasale | 2-0   | 0-1   |
| 1977-1978 | Serie C                         | Juniorcasale-Pro Vercelli | 1-0   | 1-1   |
| 1986-1987 | Serie C2                        | Pro Vercelli-Casale       | 1-1   | 0-1   |
| 1987-1988 | Coppa Italia Serie C            | Pro Vercelli-Casale       | 0-0   | 1-1   |
| 1988-1989 | Serie C2                        | Casale-Pro Vercelli       | 1-1   | 1-0   |
| 1988-1989 | Coppa Italia Serie C            | Pro Vercelli-Casale       | 0-3   | 1-1   |
| 2004-2005 | Serie C2                        | Casale-Pro Vercelli       | 1-0   | 1-1   |
| 2005-2006 | Serie C2                        | Casale-Pro Vercelli       | 0-0   | 0-2   |
| 2005-2006 | Coppa Italia Serie C            | Pro Vercelli-Casale       | 0-0   | 0-0   |
| 2010-2011 | Lega Pro Seconda Divisione      | Casale-Pro Vercelli       | 0-2   | 3-1   |
| 2010-2011 | Coppa Italia Lega Pro           | Pro Vercelli-Casale       | 1-0   | 1-0   |

### Alessandria-Casale
È la sfida che pone di fronte l'Alessandria ed il Casale, tra le squadre più importanti della provincia e della regione. La rivalità nasce dal forte campanilismo tra le due città. Le due squadre hanno una forte tradizione, facendo parte del quadrilatero piemontese. Si sono incontrate ad inizio secolo in massima serie, l'ultima volta nella stagione 1933-1934. Successivamente però si sono affrontate solamente nelle serie minori dei campionati professionistici e per due stagioni in Serie D.

#### I precedenti in gare ufficiali
Statistiche aggiornate al 2017
| Livello                         | Competizione                    | Incontri | Vittorie Alessandria | Pareggi | Vittorie Casale | Gol Alessandria | Gol Casale |
| ------------------------------- | ------------------------------- | -------- | -------------------- | ------- | --------------- | --------------- | ---------- |
| 1°                              | Prima Categoria                 | 6        | 3                    | 1       | 2               | 11              | 9          |
| 1°                              | Prima Divisione                 | 4        | 2                    | 2       | 0               | 7               | 2          |
| 1°                              | Divisione Nazionale             | 4        | 2                    | 1       | 1               | 10              | 8          |
| 1°                              | Serie A                         | 8        | 2                    | 4       | 2               | 11              | 10         |
| 2°                              | Serie B                         | 4        | 1                    | 1       | 2               | 7               | 6          |
| 3°                              | Serie C                         | 10       | 4                    | 1       | 5               | 9               | 12         |
| 3°                              | Serie C1                        | 8        | 0                    | 7       | 1               | 1               | 2          |
| 4°                              | Serie C2                        | 10       | 3                    | 4       | 3               | 6               | 3          |
| 4°                              | Lega Pro Seconda Divisione      | 4        | 1                    | 3       | 0               | 3               | 2          |
| 5°                              | Serie D                         | 4        | 1                    | 2       | 1               | 3               | 4          |
| Totale nei campionati           | Totale nei campionati           | 62       | 19                   | 26      | 17              | 68              | 58         |
| Coppa Italia Semiprofessionisti | Coppa Italia Semiprofessionisti | 2        | 1                    | 0       | 1               | 2               | 2          |
| Coppa Italia Serie C            | Coppa Italia Serie C            | 9        | 2                    | 4       | 3               | 12              | 9          |
| TOTALE                          | TOTALE                          | 82       | 25                   | 33      | 24              | 82              | 69         |

#### Lista dei risultati
| Stagione  | Competizione          | Incontro                 | A / R | A / R |
| --------- | --------------------- | ------------------------ | ----- | ----- |
| 1913-1914 | Prima Categoria       | Casale-Alessandria       | 1-0   | 3-1   |
| 1919-1920 | Prima Categoria       | Casale-Alessandria       | 1-1   | 2-4   |
| 1920-1921 | Prima Categoria       | Casale-Alessandria       | 1-2   | 1-3   |
| 1921-1922 | Prima Divisione       | Casale-Alessandria       | 0-0   | 1-1   |
| 1923-1924 | Prima Divisione       | Casale-Alessandria       | 0-1   | 1-5   |
| 1926-1927 | Coppa CONI            | Casale-Alessandria       | 1-1   | 1-2   |
| 1927-1928 | Divisione Nazionale   | Alessandria-Casale       | 5-1   | 0-5   |
| 1928-1929 | Divisione Nazionale   | Alessandria-Casale       | 1-1   | 4-1   |
| 1930-1931 | Serie A               | Alessandria-Casale       | 2-0   | 0-0   |
| 1931-1932 | Serie A               | Casale-Alessandria       | 2-2   | 4-1   |
| 1932-1933 | Serie A               | Alessandria-Casale       | 1-1   | 0-0   |
| 1933-1934 | Serie A               | Alessandria-Casale       | 4-1   | 1-2   |
| 1938-1939 | Serie B               | Alessandria-Casale       | 4-0   | 1-1   |
| 1943-1944 | Divisione Nazionale   | Casale-Alessandria       | 2-1   | 0-1   |
| 1945-1946 | Serie B-C Alta Italia | Alessandria-Casale       | 1-2   | 1-3   |
| 1950-1951 | Serie C               | Alessandria-Casale       | 0-0   | 0-3   |
| 1951-1952 | Serie C               | Casale-Alessandria       | 1-0   | 2-3   |
| 1975-1976 | Serie C               | Alessandria-Juniorcasale | 1-0   | 1-2   |
| 1976-1977 | Serie C               | Juniorcasale-Alessandria | 1-2   | 0-1   |
| 1977-1978 | Serie C               | Juniorcasale-Alessandria | 2-1   | 0-1   |

| Stagione  | Competizione                    | Incontro                 | A / R | A / R |
| --------- | ------------------------------- | ------------------------ | ----- | ----- |
| 1978-1979 | Serie C1                        | Alessandria-Juniorcasale | 0-1   | 1-1   |
| 1979-1980 | Serie C1                        | Casale-Alessandria       | 0-0   | 0-0   |
| 1979-1980 | Coppa Italia Semiprofessionisti | Casale-Alessandria       | 2-1   | 0-1   |
| 1981-1982 | Coppa Italia Serie C            | Alessandria-Casale       | 2-2   | 0-1   |
| 1982-1983 | Serie C2                        | Casale-Alessandria       | 1-0   | 0-3   |
| 1983-1984 | Serie C2                        | Alessandria-Casale       | 2-0   | 0-1   |
| 1983-1984 | Coppa Italia Serie C            | Alessandria-Casale       | 4-0   | 1-1   |
| 1986-1987 | Serie C2                        | Casale-Alessandria       | 1-0   | 0-0   |
| 1986-1987 | Coppa Italia Serie C            | Casale-Alessandria       | 4-2   | 2-0   |
| 1987-1988 | Serie C2                        | Casale-Alessandria       | 0-0   | 0-1   |
| 1988-1989 | Serie C2                        | Alessandria-Casale       | 0-0   | 0-0   |
| 1988-1989 | Coppa Italia Serie C            | Alessandria-Casale       | 2-0   | 0-0   |
| 1989-1990 | Serie C1                        | Casale-Alessandria       | 0-0   | 0-0   |
| 1990-1991 | Coppa Italia Serie C            | Alessandria-Casale       | 1-2   | 1-2   |
| 1991-1992 | Serie C1                        | Alessandria-Casale       | 0-0   | 0-0   |
| 1991-1992 | Coppa Italia Serie C            | Casale-Alessandria       | 0-1   | 0-1   |
| 2006-2007 | Serie D                         | Casale-Alessandria       | 3-1   | 1-1   |
| 2006-2007 | Coppa Italia Serie D            | Casale-Alessandria       | 2-1   | 2-1   |
| 2007-2008 | Serie D                         | Alessandria-Casale       | 1-0   | 0-0   |
| 2011-2012 | Lega Pro Seconda Divisione      | Casale-Alessandria       | 0-0   | 1-1   |
| 2012-2013 | Lega Pro Seconda Divisione      | Casale-Alessandria       | 1-1   | 0-1   |
| 2024-2025 | Promozione Piemonte             | Casale-Alessandria       | 0-0   | 0-0   |

## Derby giocati almeno in Serie B

### Novara-Pro Vercelli
Altrimenti detto Derby del Riso. Derby molto sentito e sempre molto acceso tra le due tifoserie è stato giocato quasi sempre in Serie C e C2. In passato le due squadre hanno giocato i derby nei massimi campionati precedenti il girone unico e, dalla nascita della Serie A, il campionato di livello più alto in cui le due rivali si sono incontrate è la Serie B negli anni '30 e '40 e dopo 64 anni, col ritorno dei bianchi in Serie B, è tornato a giocarsi in seconda serie a partire dalla stagione 2012-2013 e seguenti. Il Novara ha mantenuto la superiorità negli incontri in Serie B, finché nel 2016 la Pro Vercelli è tornata a vincere il derby dopo 15 anni, mentre nel 2017 le Bianche Casacche sono tornate al successo in trasferta dopo 17 anni. A seguito della sconfitta a Novara nel marzo 2019, la Pro Vercelli ha ottenuto la vittoria di tre derby consecutivi: l'unico disputato nella stagione 2019-2020, in trasferta, ed entrambi i match della stagione 2020-2021.

#### I precedenti in gare ufficiali
Statistiche aggiornate al 15 aprile 2025
| Livello                         | Competizione                    | Incontri | Vittorie Novara | Pareggi | Vittorie Pro Vercelli | Gol Novara | Gol Pro Vercelli |
| ------------------------------- | ------------------------------- | -------- | --------------- | ------- | --------------------- | ---------- | ---------------- |
| 1°                              | Prima Categoria                 | 4        | 0               | 0       | 4                     | 1          | 16               |
| 1°                              | Prima Divisione                 | 4        | 0               | 1       | 3                     | 2          | 8                |
| 2°                              | Serie B                         | 18       | 9               | 4       | 5                     | 22         | 14               |
| 3°                              | Serie C                         | 13       | 3               | 5       | 5                     | 14         | 16               |
| 4°                              | Serie C2                        | 24       | 10              | 9       | 5                     | 26         | 18               |
| Totale nei campionati           | Totale nei campionati           | 63       | 22              | 19      | 22                    | 65         | 72               |
| Coppa Italia                    | Coppa Italia                    | 2        | 1               | 1       | 0                     | 3          | 1                |
| Coppa Italia Semiprofessionisti | Coppa Italia Semiprofessionisti | 2        | 1               | 1       | 0                     | 2          | 1                |
| Coppa Italia Serie C            | Coppa Italia Serie C            | 20       | 10              | 5       | 5                     | 24         | 20               |
| TOTALE                          | TOTALE                          | 87       | 34              | 26      | 27                    | 94         | 94               |

#### Lista dei risultati
| Stagione  | Competizione                    | Incontro            | A / R | A / R    |
| --------- | ------------------------------- | ------------------- | ----- | -------- |
| 1912-1913 | Prima Categoria                 | Pro Vercelli-Novara | 7-0   | 6-0      |
| 1914-1915 | Prima Categoria                 | Novara-Pro Vercelli | 1-2   | 0-1      |
| 1921-1922 | Prima Divisione                 | Pro Vercelli-Novara | 1-0   | 1-0      |
| 1924-1925 | Prima Divisione                 | Pro Vercelli-Novara | 5-1   | 1-1      |
| 1935-1936 | Serie B                         | Novara-Pro Vercelli | 5-1   | 0-2      |
| 1937-1938 | Serie B                         | Pro Vercelli-Novara | 1-3   | 1-0      |
| 1938-1939 | Coppa Italia                    | Pro Vercelli-Novara | 1-1   | 0-2      |
| 1945-1946 | Serie B-C Alta Italia           | Pro Vercelli-Novara | 2-0   | 0-1      |
| 1946-1947 | Serie B                         | Novara-Pro Vercelli | 1-0   | 0-0      |
| 1947-1948 | Serie B                         | Novara-Pro Vercelli | 2-1   | 3-1      |
| 1977-1978 | Serie C                         | Pro Vercelli-Novara | 2-2   | 0-0      |
| 1977-1978 | Coppa Italia Semiprofessionisti | Pro Vercelli-Novara | 0-0   | 1-2      |
| 1984-1985 | Serie C2                        | Pro Vercelli-Novara | 0-1   | 1-4      |
| 1984-1985 | Coppa Italia Serie C            | Pro Vercelli-Novara | 0-0   | 0-0      |
| 1985-1986 | Serie C2                        | Pro Vercelli-Novara | 0-0   | 2-1      |
| 1985-1986 | Coppa Italia Serie C            | Pro Vercelli-Novara | 2-0   | 1-3      |
| 1986-1987 | Serie C2                        | Pro Vercelli-Novara | 2-1   | 0-2      |
| 1987-1988 | Coppa Italia Serie C            | Novara-Pro Vercelli | 2-1   | 1-1      |
| 1989-1990 | Serie C2                        | Pro Vercelli-Novara | 0-0   | 0-0      |
| 1989-1990 | Coppa Italia Serie C            | Pro Vercelli-Novara | 1-1   | 0-1      |
| 1994-1995 | Serie C2                        | Pro Vercelli-Novara | 1-3   | 0-0      |
| 1994-1995 | Coppa Italia Serie C            | Novara-Pro Vercelli | 1-0   | 3-1(dts) |
| 1995-1996 | Serie C2                        | Pro Vercelli-Novara | 0-0   | 0-2      |

| Stagione  | Competizione         | Incontro            | A / R | A / R |
| --------- | -------------------- | ------------------- | ----- | ----- |
| 1996-1997 | Coppa Italia Serie C | Pro Vercelli-Novara | 0-1   | 1-1   |
| 1997-1998 | Serie C2             | Pro Vercelli-Novara | 0-0   | 1-2   |
| 1997-1998 | Coppa Italia Serie C | Pro Vercelli-Novara | 0-1   | 0-1   |
| 1998-1999 | Serie C2             | Novara-Pro Vercelli | 1-1   | 0-2   |
| 1998-1999 | Coppa Italia Serie C | Novara-Pro Vercelli | 2-5   | 2-5   |
| 1999-2000 | Serie C2             | Pro Vercelli-Novara | 0-0   | 0-1   |
| 1999-2000 | Coppa Italia Serie C | Pro Vercelli-Novara | 1-2   | 1-2   |
| 2000-2001 | Serie C2             | Novara-Pro Vercelli | 0-2   | 1-3   |
| 2000-2001 | Coppa Italia Serie C | Novara-Pro Vercelli | 0-1   | 0-1   |
| 2001-2002 | Serie C2             | Pro Vercelli-Novara | 2-3   | 0-1   |
| 2002-2003 | Serie C2             | Pro Vercelli-Novara | 0-2   | 1-1   |
| 2002-2003 | Coppa Italia Serie C | Pro Vercelli-Novara | 1-0   | 1-0   |
| 2003-2004 | Coppa Italia Serie C | Novara-Pro Vercelli | 2-4   | 2-4   |
| 2004-2005 | Coppa Italia Serie C | Pro Vercelli-Novara | 0-1   | 0-1   |
| 2005-2006 | Coppa Italia Serie C | Novara-Pro Vercelli | 2-1   | 2-1   |
| 2012-2013 | Serie B              | Novara-Pro Vercelli | 2-0   | 2-1   |
| 2015-2016 | Serie B              | Pro Vercelli-Novara | 0-1   | 1-1   |
| 2016-2017 | Serie B              | Pro Vercelli-Novara | 2-1   | 0-0   |
| 2017-2018 | Serie B              | Novara-Pro Vercelli | 0-1   | 0-0   |
| 2018-2019 | Serie C              | Pro Vercelli-Novara | 1-1   | 1-2   |
| 2019-2020 | Serie C              | Novara-Pro Vercelli | 0-1   | -     |
| 2020-2021 | Serie C              | Pro Vercelli-Novara | 1-0   | 2-1   |
| 2022-2023 | Serie C              | Pro Vercelli-Novara | 1-2   | 1-0   |
| 2023-2024 | Serie C              | Pro Vercelli-Novara | 3-3   | 2-2   |
| 2024-2025 | Serie C              | Novara-Pro Vercelli | 1-0   | 0-1   |

### Casale-Novara
Gare tra le due squadre nei campionati di massima serie precedenti il girone unico e successivamente in Serie B tra anni 30 e 40 e in Serie C,C1,C2.
Nella stagione 2021-2022 è tornato a disputarsi in Serie D.

#### I precedenti in gare ufficiali
Statistiche aggiornate al 2017
| Livello                         | Competizione                    | Incontri | Vittorie Novara | Pareggi | Vittorie Casale | Gol Novara | Gol Casale |
| ------------------------------- | ------------------------------- | -------- | --------------- | ------- | --------------- | ---------- | ---------- |
| 1°                              | Prima Categoria                 | 6        | 2               | 1       | 3               | 3          | 6          |
| 1°                              | Prima Divisione                 | 4        | 0               | 2       | 2               | 3          | 5          |
| 1°                              | Divisione Nazionale             | 4        | 1               | 2       | 1               | 4          | 6          |
| 2°                              | Serie B                         | 8        | 5               | 1       | 2               | 19         | 10         |
| 3°                              | Serie C                         | 4        | 1               | 2       | 1               | 4          | 4          |
| 3°                              | Serie C1                        | 6        | 1               | 5       | 0               | 6          | 3          |
| 4°                              | Serie C2                        | 8        | 3               | 3       | 2               | 6          | 4          |
| Totale nei campionati           | Totale nei campionati           | 40       | 13              | 16      | 11              | 45         | 36         |
| Coppa Italia Semiprofessionisti | Coppa Italia Semiprofessionisti | 2        | 2               | 0       | 0               | 2          | 0          |
| Coppa Italia Serie C            | Coppa Italia Serie C            | 9        | 4               | 2       | 3               | 11         | 8          |
| TOTALE                          | TOTALE                          | 51       | 19              | 18      | 14              | 58         | 44         |

#### Lista dei risultati
| Stagione  | Competizione                    | Incontro            | A / R | A / R |
| --------- | ------------------------------- | ------------------- | ----- | ----- |
| 1912-1913 | Prima Categoria                 | Casale-Novara       | 2-1   | 0-0   |
| 1914-1915 | Prima Categoria                 | Casale-Novara       | 1-0   | 0-1   |
| 1919-1920 | Prima Categoria                 | Novara-Casale       | 1-0   | 0-3   |
| 1923-1924 | Prima Divisione                 | Casale-Novara       | 1-0   | 3-2   |
| 1925-1926 | Prima Divisione                 | Novara-Casale       | 0-0   | 1-1   |
| 1927-1928 | Divisione Nazionale             | Casale-Novara       | 0-0   | 0-0   |
| 1928-1929 | Divisione Nazionale             | Casale-Novara       | 6-2   | 0-2   |
| 1929-1930 | Serie B                         | Casale-Novara       | 5-3   | 0-1   |
| 1934-1935 | Serie B                         | Casale-Novara       | 1-1   | 1-6   |
| 1945-1946 | Serie B-C Alta Italia           | Novara-Casale       | 2-1   | 0-1   |
| 1946-1947 | Serie B                         | Novara-Casale       | 4-0   | 2-1   |
| 1962-1963 | Serie C                         | Novara-Casale       | 2-2   | 1-0   |
| 1977-1978 | Serie C                         | Juniorcasale-Novara | 2-1   | 0-0   |
| 1978-1979 | Serie C1                        | Juniorcasale-Novara | 1-1   | 0-3   |
| 1978-1979 | Coppa Italia Semiprofessionisti | Novara-Juniorcasale | 1-0   | 1-0   |

| Stagione  | Competizione         | Incontro      | A / R | A / R |
| --------- | -------------------- | ------------- | ----- | ----- |
| 1979-1980 | Serie C1             | Casale-Novara | 0-0   | 0-0   |
| 1980-1981 | Serie C2             | Novara-Casale | 0-0   | 2-2   |
| 1981-1982 | Serie C2             | Novara-Casale | 1-0   | 0-1   |
| 1982-1983 | Coppa Italia Serie C | Casale-Novara | 0-0   | 0-1   |
| 1986-1987 | Serie C2             | Novara-Casale | 1-0   | 1-1   |
| 1987-1988 | Serie C2             | Novara-Casale | 0-0   | 0-1   |
| 1987-1988 | Coppa Italia Serie C | Casale-Novara | 3-2   | 0-2   |
| 1988-1989 | Coppa Italia Serie C | Casale-Novara | 2-1   | 1-0   |
| 1990-1991 | Coppa Italia Serie C | Novara-Casale | 1-1   | 1-1   |
| 1991-1992 | Coppa Italia Serie C | Casale-Novara | 0-2   | 0-2   |
| 1992-1993 | Serie C2             | Casale-Novara | 0-2   | 1-1   |
| 2005-2006 | Coppa Italia Serie C | Novara-Casale | 2-1   | 2-1   |

## Derby storici

### Internazionale Torino-Torinese
|                     | Gare | Vittorie Internazionale Torino | Pareggi | Vittorie Torinese | Gol Internazionale Torino | Gol Torinese |
| Campionato Italiano | 1    | 1                              | 0       | 0                 | 2                         | 1            |
| Totale              | 1    | 1                              | 0       | 0                 | 2                         | 1            |

#### Lista dei risultati
| Stagione | Competizione        | Incontro                       | A / R | A / R |
| -------- | ------------------- | ------------------------------ | ----- | ----- |
| 1898     | Campionato Italiano | Internazionale Torino-Torinese | 2-1   | 2-1   |

### Ginnastica Torino-Torinese
Nel campionato di calcio del 1899 debutta la Ginnastica Torino che dà vita a due nuovi derby:
|                     | Gare | Vittorie Ginnastica Torino | Pareggi | Vittorie Torinese | Gol Ginnastica Torino | Gol Torinese |
| Campionato Italiano | 4    | 1                          | 0       | 3                 | 3                     | 7            |
| Totale              | 4    | 1                          | 0       | 3                 | 3                     | 7            |

#### Lista dei risultati
| Stagione | Competizione        | Incontro                   | A / R            | A / R            |
| -------- | ------------------- | -------------------------- | ---------------- | ---------------- |
| 1899     | Campionato Italiano | Ginnastica Torino-Torinese | 2-0              | 2-0              |
| 1900     | Campionato Italiano | Torinese-Ginnastica Torino | 3-1              | 2-0              |
| 1902     | Campionato Italiano | Torinese-Ginnastica Torino | 2-0 (a tavolino) | 2-0 (a tavolino) |

### Internazionale Torino-Ginnastica Torino
|                     | Gare | Vittorie Internazionale Torino | Pareggi | Vittorie Ginnastica Torino | Gol Internazionale Torino | Gol Ginnastica Torino |
| Campionato Italiano | 1    | 1                              | 0       | 0                          | 2                         | 0                     |
| Totale              | 1    | 1                              | 0       | 0                          | 2                         | 0                     |

#### Lista dei risultati
| Stagione | Competizione        | Incontro                                | A / R | A / R |
| -------- | ------------------- | --------------------------------------- | ----- | ----- |
| 1899     | Campionato Italiano | Internazionale Torino-Ginnastica Torino | 2-0   | 2-0   |

### Juventus-Torinese
|                     | Gare | Vittorie Juventus | Pareggi | Vittorie Torinese | Gol Juventus | Gol Torinese |
| Campionato Italiano | 5    | 1                 | 1       | 3                 | 8            | 8            |
| Prima Categoria     | 1    | 1                 | 0       | 0                 | 3            | 2            |
| Totale              | 6    | 2                 | 1       | 3                 | 11           | 10           |

#### Lista dei risultati
| Stagione | Competizione        | Incontro          | A / R | A / R           |
| -------- | ------------------- | ----------------- | ----- | --------------- |
| 1900     | Campionato Italiano | Juventus-Torinese | 0-1   | 1-2             |
| 1902     | Campionato Italiano | Torinese-Juventus | 1-1   | 4-1 (spareggio) |

| Stagione | Competizione        | Incontro          | A / R | A / R |
| -------- | ------------------- | ----------------- | ----- | ----- |
| 1903     | Campionato Italiano | Juventus-Torinese | 5-0   | 5-0   |
| 1904     | Prima Categoria     | Juventus-Torinese | 3-2   | 3-2   |

### Juventus-Ginnastica Torino
|                     | Gare | Vittorie Juventus | Pareggi | Vittorie Ginnastica Torino | Gol Juventus | Gol Ginnastica Torino |
| Campionato Italiano | 4    | 4                 | 0       | 0                          | 11           | 0                     |
| Totale              | 4    | 4                 | 0       | 0                          | 11           | 0                     |

#### Lista dei risultati
| Stagione | Competizione        | Incontro                   | A / R            | A / R            |
| -------- | ------------------- | -------------------------- | ---------------- | ---------------- |
| 1900     | Campionato Italiano | Ginnastica Torino-Juventus | 0-2              | 0-2              |
| 1901     | Campionato Italiano | Ginnastica Torino-Juventus | 0-5              | 0-5              |
| 1902     | Campionato Italiano | Juventus-Ginnastica Torino | 2-0 (a tavolino) | 2-0 (a tavolino) |

### Juventus-Audace Torino
|                     | Gare | Vittorie Juventus | Pareggi | Vittorie Audace Torino | Gol Juventus | Gol Audace Torino |
| Campionato Italiano | 2    | 2                 | 0       | 0                      | 8            | 1                 |
| Totale              | 2    | 2                 | 0       | 0                      | 8            | 1                 |

#### Lista dei risultati
| Stagione | Competizione        | Incontro               | A / R | A / R |
| -------- | ------------------- | ---------------------- | ----- | ----- |
| 1902     | Campionato Italiano | Juventus-Audace Torino | 6-0   | 6-0   |
| 1903     | Campionato Italiano | Audace Torino-Juventus | 1-2   | 1-2   |

### Ginnastica Torino-Audace Torino
|                     | Gare | Vittorie Ginnastica Torino | Pareggi | Vittorie Audace Torino | Gol Ginnastica Torino | Gol Audace Torino |
| Campionato Italiano | 1    | 0                          | 0       | 1                      | 2                     | 5                 |
| Totale              | 1    | 0                          | 0       | 1                      | 2                     | 5                 |

#### Lista dei risultati
| Stagione | Competizione        | Incontro                        | A / R | A / R |
| -------- | ------------------- | ------------------------------- | ----- | ----- |
| 1902     | Campionato Italiano | Audace Torino-Ginnastica Torino | 5-2   | 5-2   |

### Torinese-Audace Torino
|                     | Gare | Vittorie Torinese | Pareggi | Vittorie Audace Torino | Gol Torinese | Gol Audace Torino |
| Campionato Italiano | 1    | 1                 | 0       | 0                      | 2            | 0                 |
| Totale              | 1    | 1                 | 0       | 0                      | 2            | 0                 |

#### Lista dei risultati
| Stagione | Competizione        | Incontro               | A / R | A / R |
| -------- | ------------------- | ---------------------- | ----- | ----- |
| 1902     | Campionato Italiano | Torinese-Audace Torino | 2-0   | 2-0   |

### Un decennio di derby
D'ora in poi verranno presi in considerazione tutti i derby tra le squadre di Torino, esclusi i cosiddetti Derby della Mole. Tra la stagione 1911-1912 e 1922-1923 si svolsero 42 di questi derby:

#### Lista dei risultati
| Stagione  | Competizione    | Incontro                 | A / R | A / R |
| --------- | --------------- | ------------------------ | ----- | ----- |
| 1911-1912 | Prima Categoria | Torino- Piemonte         | 2-1   | 3-0   |
| 1911-1912 | Prima Categoria | Piemonte- Juventus       | 1-4   | 2-5   |
| 1912-1913 | Prima Categoria | Juventus- Piemonte       | 1-2   | 1-3   |
| 1912-1913 | Prima Categoria | Piemonte- Torino         | 2-1   | 1-11  |
| 1913-1914 | Prima Categoria | Torino- Vigor Torino     | 2-1   | 6-0   |
| 1913-1914 | Prima Categoria | Vigor Torino- Piemonte   | 1-2   | 2-1   |
| 1913-1914 | Prima Categoria | Piemonte- Torino         | 0-11  | 1-4   |
| 1914-1915 | Prima Categoria | Piemonte- Vigor Torino   | 2-6   | 0-1   |
| 1914-1915 | Prima Categoria | Vigor Torino- Juventus   | 3-2   | 0-3   |
| 1914-1915 | Prima Categoria | Juventus- Piemonte       | 8-1   | 6-2   |
| 1914-1915 | Prima Categoria | Vigor Torino- Torino     | 1-5   | 2-5   |
| 1914-1915 | Prima Categoria | Torino- Piemonte         | 4-0   | 2-0   |
| 1919-1920 | Prima Categoria | Amatori Torino- Juventus | 1-3   | 1-5   |
| 1919-1920 | Prima Categoria | Amatori Torino- Torino   | 0-3   | 2-2   |
| 1919-1920 | Prima Categoria | US Torinese- Pastore     | 3-8   | 1-3   |
| 1920-1921 | Prima Categoria | US Torinese- Juventus    | 2-1   | 2-2   |
| 1920-1921 | Prima Categoria | US Torinese- Pastore     | 3-2   | 4-1   |
| 1920-1921 | Prima Categoria | Pastore- Juventus        | 0-4   | 0-5   |
| 1920-1921 | Prima Categoria | Torino- US Torinese      | 3-1   | 0-1   |
| 1920-1921 | Prima Categoria | Torino- Pastore          | 3-2   | 4-2   |
| 1922-1923 | Prima Divisione | US Torinese- Torino      | 1-1   | 0-6   |

### Statistiche

#### Piemonte - Torino
|            | Totale gare disputate | Vittorie Piemonte | Pareggi | Vittorie Torino | Reti Piemonte | Reti Torino |
| Campionato | 8                     | 1                 | 0       | 7               | 5             | 38          |
| Totale     | 8                     | 1                 | 0       | 7               | 5             | 38          |

#### Piemonte - Juventus
|            | Totale gare disputate | Vittorie Piemonte | Pareggi | Vittorie Juventus | Reti Piemonte | Reti Juventus |
| Campionato | 6                     | 2                 | 0       | 4                 | 11            | 25            |
| Totale     | 6                     | 2                 | 0       | 4                 | 11            | 25            |

#### Piemonte - Vigor Torino
|            | Totale gare disputate | Vittorie Piemonte | Pareggi | Vittorie Vigor Torino | Reti Piemonte | Reti Vigor Torino |
| Campionato | 4                     | 3                 | 0       | 1                     | 10            | 5                 |
| Totale     | 4                     | 3                 | 0       | 1                     | 10            | 5                 |

#### Torino - Vigor Torino
|            | Totale gare disputate | Vittorie Torino | Pareggi | Vittorie Vigor Torino | Reti Torino | Reti Vigor Torino |
| Campionato | 4                     | 4               | 0       | 0                     | 18          | 4                 |
| Totale     | 4                     | 4               | 0       | 0                     | 18          | 4                 |

#### Juventus - Vigor Torino
|            | Totale gare disputate | Vittorie Juventus | Pareggi | Vittorie Vigor Torino | Reti Juventus | Reti Vigor Torino |
| Campionato | 2                     | 1                 | 0       | 1                     | 5             | 3                 |
| Totale     | 2                     | 1                 | 0       | 1                     | 5             | 3                 |

#### Juventus - Amatori Torino
|            | Totale gare disputate | Vittorie Juventus | Pareggi | Vittorie Amatori Torino | Reti Juventus | Reti Amatori Torino |
| Campionato | 2                     | 2                 | 0       | 0                       | 8             | 2                   |
| Totale     | 2                     | 2                 | 0       | 0                       | 8             | 2                   |

#### Torino - Amatori Torino
|            | Totale gare disputate | Vittorie Torino | Pareggi | Vittorie Amatori Torino | Reti Torino | Reti Amatori Torino |
| Campionato | 2                     | 1               | 1       | 0                       | 5           | 2                   |
| Totale     | 2                     | 1               | 1       | 0                       | 5           | 2                   |

#### Juventus - US Torinese
|            | Totale gare disputate | Vittorie Juventus | Pareggi | Vittorie US Torinese | Reti Juventus | Reti US Torinese |
| Campionato | 2                     | 0                 | 1       | 1                    | 3             | 4                |
| Totale     | 2                     | 0                 | 1       | 1                    | 3             | 4                |

#### Torino - US Torinese
|            | Totale gare disputate | Vittorie Torino | Pareggi | Vittorie US Torinese | Reti Torino | Reti US Torinese |
| Campionato | 4                     | 2               | 1       | 1                    | 10          | 3                |
| Totale     | 4                     | 2               | 1       | 1                    | 10          | 3                |

## Derby della Provincia di Alessandria

### Acqui-Alessandria
2 gare in Campionato nazionale.

### Acqui-Casale
8 gare in Serie C.

### Acqui-Derthona
6 gare in Serie C.

### Alessandria-Derthona
2 gare in Campionato nazionale, 10 in Serie C, 2 in Serie C1, 14 in Serie C2.

### Alessandria-Novese
2 gare in Campionato nazionale, 2 in Serie C.

### Alessandria-Valenzana
4 gare in Campionato nazionale, 6 in Serie C2.

### Casale-Derthona
2 gare in Serie B, 6 in Serie C, 2 in Serie C1, 8 in Serie C2.

### Casale-Valenzana
4 gare in Campionato nazionale, 4 in Serie C2.

### Derthona-Novese
6 gare in Serie C2.

### Novese-Valenzana
2 gare in Campionato nazionale.

## Derby della Provincia di Cuneo

### Albese-Cuneo
Derby tra le due città più popolose della provincia: Cuneo (capoluogo) e Alba (capitale delle Langhe), disputato in molti campionati dilettantistici.

### Cuneo-Bra
Derby molto sentito tra la prima e la terza città della provincia, giocato perlopiù in Serie D ed Eccellenza ma disputato anche per la prima e finora unica volta tra i campionati professionistici in Lega Pro Seconda Divisione 2013-2014 che ha portato un pareggio e una vittoria per il Cuneo.

## Derby della Provincia del Verbano-Cusio-Ossola

### Verbania-Juventus Domo
Derby tra le due città più popolose della provincia, disputato spesso tra i campionati dilettantistici.

### Juventus Domo-Virtus Villadossola
Sentito derby ossolano tra le squadre di Domodossola e di Villadossola, disputato in molti campionati dilettantistici.

## Derby della Provincia di Novara

### Borgomanero-Gozzano
Detto anche Derby dell'Agogna, oppone le squadre di due tra i maggiori comuni dell'Altonovarese; si è spesso giocato in Eccellenza e talora in Serie D.

### Novara-Gozzano
Le due squadre si sono affrontate per la prima volta in gare ufficiali nella Serie C 2018-2019; alcune fonti designano anche questo scontro come derby dell'Agogna. Tuttavia la tifoseria novarese tende a rifiutare la definizione di "derby" per gli scontri con il Gozzano.

## Derby della Provincia di Biella

### Biellese-Cossatese
Disputato nei campionati dilettantistici.

## Derby della Provincia di Vercelli

### Borgosesia-Pro Vercelli
Disputato in Promozione e in Serie C2.

## Derby di Vercelli

### Pro Vercelli-Pro Belvedere
È stata la stracittadina di Vercelli, giocata per la prima ed unica stagione nel campionato di Lega Pro Seconda Divisione 2009-2010 ed in Coppa Italia Lega Pro allo stadio Silvio Piola con una vittoria per parte col risultato di 1-0 in campionato mentre in coppa il match è terminato con un pareggio a reti bianche. La Pro Belvedere chiude la stagione tornando in Serie D, mentre la Pro Vercelli ottiene la salvezza. Tuttavia la storica Pro non viene iscritta al campionato successivo e incorre nel fallimento: al suo posto viene ripescata la Pro Belvedere, che rinuncia alla propria identità e rileva nome e titolo sportivo delle bianche casacche.

## Derby di Asti

### Asti-MaCoBi Asti
La prima stracittadina di Asti fu giocata per due stagioni consecutive nella Serie D 1966-1967 e nella Serie D 1967-1968. Al termine di quest'ultima stagione, con il MaCoBi Asti promosso in Serie C e l'Asti retrocesso in Promozione, le due società si fusero e diedero vita all'Asti MaCoBi.

### Asti-Torretta Santa Caterina
Una seconda stracittadina fu giocata, anch'essa per due stagioni consecutive, nella Serie D 1978-1979 e nella Serie D 1979-1980. Al termine di quest'ultima stagione, con il Torretta Santa Caterina Asti promosso in Serie C2 e l'Asti rimasto Serie D, fu decisa un'altra fusione che diede vita all'Asti T.S.C.

## Altri derby

### Cuneo-Alessandria
Diversi incroci in Serie C2 e in Serie C/Lega Pro.

#### I precedenti in gare ufficiali
Statistiche aggiornate al marzo 2019
| Livello | Competizione               | Incontri | Vittorie Alessandria | Pareggi | Vittorie Cuneo | Gol Alessandria | Gol Cuneo |
| ------- | -------------------------- | -------- | -------------------- | ------- | -------------- | --------------- | --------- |
| 2°      | Serie B-C Alta Italia      | 2        | 2                    | 0       | 0              | 3               | 1         |
| 3°      | Lega Pro                   | 2        | 2                    | 0       | 0              | 2               | 0         |
| 3°      | Serie C                    | 4        | 2                    | 1       | 1              | 5               | 4         |
| 4°      | Serie C2                   | 2        | 1                    | 1       | 0              | 2               | 0         |
| 4°      | Lega Pro Seconda Divisione | 4        | 1                    | 1       | 2              | 6               | 5         |
| TOTALE  | TOTALE                     | 14       | 8                    | 3       | 3              | 18              | 10        |

#### Lista dei risultati
| Stagione  | Competizione               | Incontro          | A / R | A / R |
| --------- | -------------------------- | ----------------- | ----- | ----- |
| 1945-1946 | Serie B-C Alta Italia      | Cuneo-Alessandria | 0-1   | 1-2   |
| 1990-1991 | Serie C2                   | Cuneo-Alessandria | 0-0   | 0-2   |
| 2011-2012 | Lega Pro Seconda Divisione | Alessandria-Cuneo | 1-2   | 1-1   |
| 2013-2014 | Lega Pro Seconda Divisione | Cuneo-Alessandria | 1-0   | 1-2   |
| 2015-2016 | Lega Pro                   | Cuneo-Alessandria | 0-1   | 0-1   |
| 2017-2018 | Serie C                    | Cuneo-Alessandria | 0-2   | 1-3   |
| 2018-2019 | Serie C                    | Alessandria-Cuneo | 0-3   | 0-0   |

### Cuneo-Novara
Diversi incontri sono avvenuti in Serie C2 e in Serie C.

### Cuneo-Pro Vercelli
Diversi incontri sono avvenuti in Serie C2/Lega Pro Seconda Divisione e in Serie C.

### Canavese-Alessandria
Alcuni incontri in Serie D e C2 tra il 2006 ed il 2009 prima del fallimento del Canavese.

### Asti-Alessandria
Alcuni incontri disputati in Serie C2.

### Biellese-Casale
Giocato nei campionati di Serie B 1929-1930 e Serie B 1946-1947 e in diversi campionati di Serie C e C2.

### Biellese-Pro Vercelli
Giocato nel campionato di Serie B 1946-1947 e in diversi campionati di Serie D, C e C2.

### Biellese-Novara
Giocato nei campionati di Serie B 1929-1930 e Serie B 1946-1947 e in campionati di Serie C e C2.

### Ivrea-Canavese
Il derby canavesano si è disputato in Serie D e C2 tra il 2001 ed il 2009.

### Ivrea-Biellese
Detto anche Derby della Serra, si è disputato spesso tra i campionati dilettantistici.

### Cuneo-Asti
Derby sentito tra le due tifoserie e disputato spesso tra i campionati dilettantistici.

### Verbania-Novara
Due pareggi e una vittoria a testa nei campionati di Serie C 1968-1969 e Serie C 1969-1970.

### Omegna-Novara
Giocato nei campionati di Serie C e C2.

### Arona-Omegna
Una vittoria per parte nel campionato di Serie C2 1980-1981 e disputato spesso tra i campionati dilettantistici.

### Juventus Domo-Novara
Due 0-0 nel campionato di Serie C2 1988-1989.

### Pro Vercelli-Sparta Novara
Giocato nel Campionato Interregionale 1991-1992 e nel Campionato Nazionale Dilettanti 1992-1993.

### Borgosesia-Gozzano
Detto anche Derby della Cremosina, è la sfida più sentita per le due compagini interessate: si è disputato parecchie volte tra Eccellenza e Serie D, talora con contorno di tafferugli tra le rispettive tifoserie.

### Biellese-Borgosesia
Detto anche Derby della lana, disputato in Serie C2, Serie D ed Eccellenza.